# Airbus A380
El Airbus A380 es un avión tetrarreactor fabricado por la empresa europea Airbus desde 2005 hasta 2021. Es, hasta el momento, el avión de pasajeros más grande del mundo. Se trata de la primera aeronave de reacción con dos cubiertas a lo largo de todo su fuselaje, a diferencia del Boeing 747, en el que, aunque también tiene dos, la cubierta superior abarca solamente la parte delantera del fuselaje. Dispone de una capacidad máxima de 853 pasajeros en una configuración de alta densidad de clase turista.
Los primeros estudios para el desarrollo de la aeronave comenzaron en 1988 y Airbus anunció el proyecto en 1990. No sería hasta diciembre de 2000 cuando comenzó el programa A380, que se caracterizó por sus sobrecostes financieros y unos dos años de retraso debido a problemas técnicos. El primer vuelo de esta aeronave se llevó a cabo en Toulouse, Francia, el 27 de abril de 2005, y realizó su primer vuelo comercial el 25 de octubre de 2007 con la aerolínea Singapore Airlines. Una versión mejorada, el A380plus, estuvo en desarrollo, pero la falta de interés de sus potenciales clientes motivó su cancelación.
Es el avión de pasajeros más grande del mundo. Supera de esta manera al ya mencionado Boeing 747, al brindar un área útil de un 49 % más que este último —según el propio fabricante—. Era superado por el avión de carga Antonov An-225 hasta su destrucción a finales de febrero de 2022, sin embargo este no fue producido en serie. Tiene una longitud de casi 73 metros y 24 metros de altura, estando su estructura formada en un 40 % de fibra de carbono y otros modernos materiales metálicos.
Al disponer de una cubierta doble que se extiende a lo largo de todo el fuselaje, la superficie de la misma alcanza los 478,1 m², casi un 50 % más que la de su principal competidor, el Boeing 747-400, el cual dispone de una superficie de cabina de 320,8 m². En una configuración convencional de tres clases —turista, negocios y primera— el A380 puede albergar a entre 500 y 550 pasajeros. La versión de carga, pospuesta actualmente, disfrutaría de una capacidad de 150 toneladas y un alcance de 10 400 kilómetros, sólo superada por el Antonov An-225. El A380, en su versión comercial, tiene un alcance de vuelo de 14 800 kilómetros, suficiente para cubrir rutas como la Ciudad de México-París o una de las más largas, Madrid-Perth (Australia) sin escalas, con una velocidad de crucero de Mach 0,85 (900 km/h). Debido a sus impresionantes capacidades, esta aeronave puede costar hasta 400 millones de dólares estadounidenses.
El 14 de febrero de 2019, el fabricante aeroespacial europeo anunció que dejaría de fabricar el avión en 2021, debido a la ausencia de nuevos pedidos en el último lustro y a que el principal cliente de este aparato, Emirates, decidió modificar una parte de sus encargos aún pendientes para sustituirlos por los modelos A330-900 y A350-900.

## Desarrollo

### Inicio del proyecto
| Cronología del proyecto - 1991: Investigación sobre la posible demanda - 1993: Boeing cancela un proyecto similar - 1996: Se crea la Large Aircraft Division - 2000: Lanzamiento comercial del A3XX - 2001: El consorcio Airbus se fusiona - 2002: Inicio de la fabricación de componentes - 2004: Se entrega el primer motor - 2005: Se realiza el primer vuelo - 2006: Certificación y retrasos - 2007: Entrega del primer Airbus A380-800 |

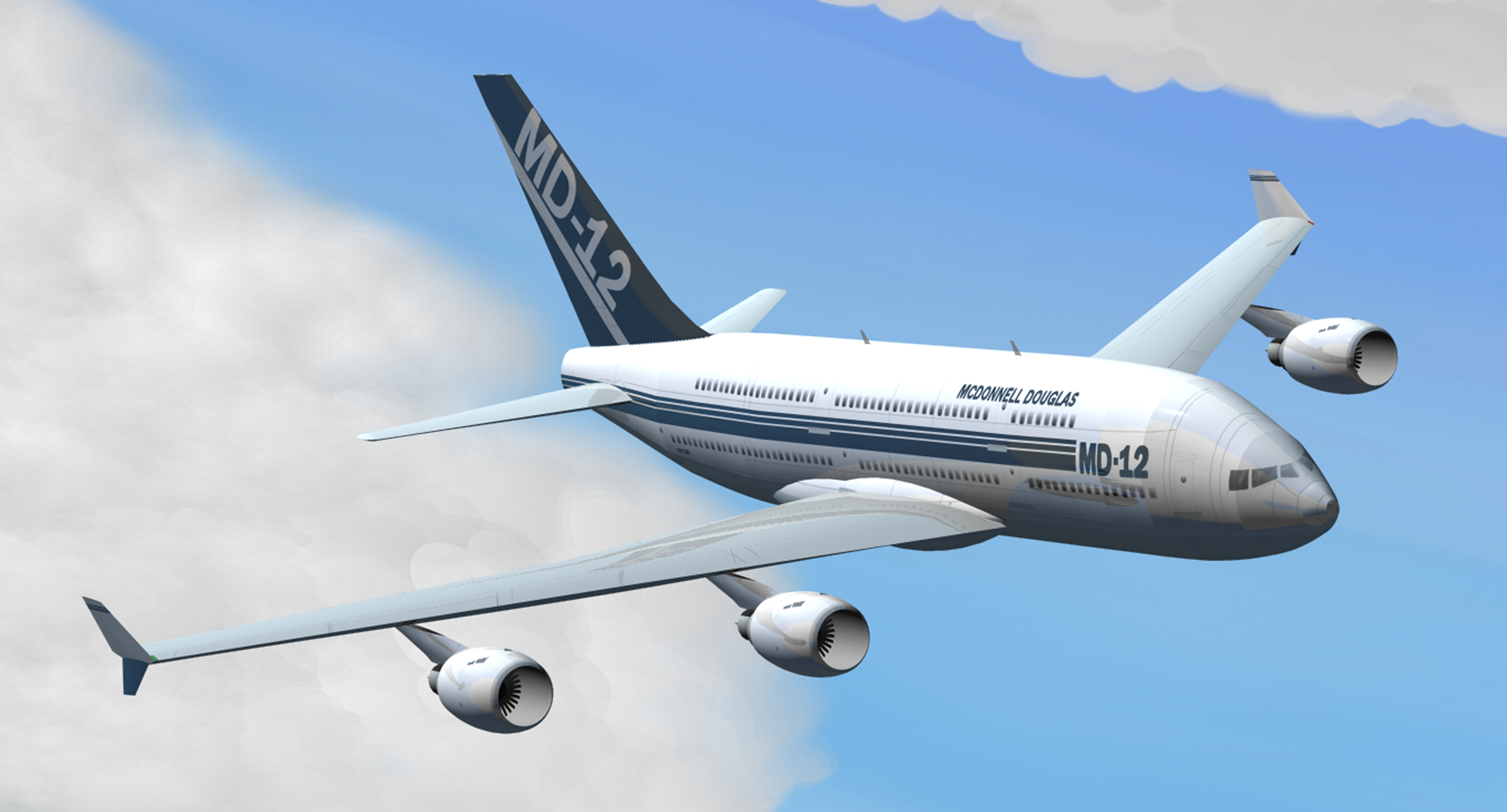
Diseño conceptual del MD-12, avión proyectado en los años 1990 por la compañía estadounidense McDonnell Douglas, para competir contra el futuro A380.

Los comienzos en el desarrollo del Airbus A380 se remontan al verano de 1988 cuando un grupo de ingenieros de Airbus dirigido por Jean Roeder, comenzó a trabajar en secreto en el desarrollo de un avión de gran capacidad con el doble objetivo de completar su gama de productos y de romper el dominio impuesto por Boeing en los vuelos transoceánicos con su Boeing 747 desde principios de 1970.
La empresa aeronáutica McDonnell Douglas al igual que Airbus, también comenzó el desarrollo de un avión de largo alcance, el avión de dos pisos MD-12, pero el escaso apoyo obtenido y las malas previsiones hicieron que no pasara de un proyecto.
Roeder, después de una presentación formal del proyecto, recibió la aprobación del presidente y el director ejecutivo de Airbus en junio de 1990. El «megaproyecto» fue anunciado en el Salón Aeronáutico de Farnborough, con el objetivo primario de reducir los costos de operaciones un 15 % en relación con el Boeing 747-400. Airbus organizó cuatro equipos de diseñadores e ingenieros, uno de cada uno de sus socios —Aérospatiale, Deutsche Aerospace AG, British Aerospace y CASA—, con el objetivo de que propusieran nuevos métodos y tecnologías en el diseño y construcción de las aeronaves futuras. Los diseños se presentaron en 1992, siendo el diseño más competitivo el elegido.
En enero de 1993, Boeing y varias empresas que formaban el consorcio Airbus iniciaron un estudio conjunto sobre la viabilidad de un avión conocido como el Very Large Commercial Transport (VLCT), con el objetivo de formar una alianza para repartirse el mercado. Sin embargo, estos estudios fueron abandonados dos años más tarde. El interés de Boeing había disminuido porque los analistas pensaban que un producto de esas características, en el cual era preciso invertir miles de millones de dólares para su desarrollo, sería poco o nada rentable. No obstante, esta maniobra fue vista por muchos analistas como una estrategia del fabricante estadounidense para impedir que Airbus desarrollara un avión que pudiera discutir la supremacía que Boeing mantenía en los viajes a larga distancia con su jumbo, el Boeing 747.
Esta interpretación de lo sucedido resultó ser falsa, ya que Boeing cometió un gran error estratégico. En 1997 abandonó el estudio de nuevos modelos superjumbo como el 747-500 o el 747-600 por dos motivos: el escaso interés mostrado por las compañías aéreas —se creía que el aparato tendría una demanda muy escasa— y por los elevados costes de desarrollo. En el año 2000 se estimaba que los costes de desarrollo del entonces A3XX se elevarían a unos 80 000 millones de francos franceses (12 220 millones de euros), pero Airbus esperaba vender unos 1200 aviones a 1500 millones de francos la unidad (230 millones de euros) en los veinte años siguientes al lanzamiento del nuevo aparato. Al mismo tiempo Boeing afirmaba que los costes de desarrollo de las dos nuevas versiones del 747 que planeaba lanzar al mercado serían tres veces más pequeños que los del A3XX. En ese momento Airbus decidió continuar con su propio proyecto, a pesar de que hasta entonces solo dos aerolíneas habían expresado un cierto interés en la compra del futuro avión. Como se ha mencionado, los analistas pronosticaban que Boeing, a través de su 747, construiría nuevos modelos cuyo desarrollo costaría infinitamente menos que el proyecto de Airbus —pues sus nuevos modelos serían variantes mejoradas del Boeing 747—; además, los propios analistas pensaban que la construcción de aviones grandes no era la mejor opción, apostando por aviones más pequeños que pudieran cubrir las mismas rutas.

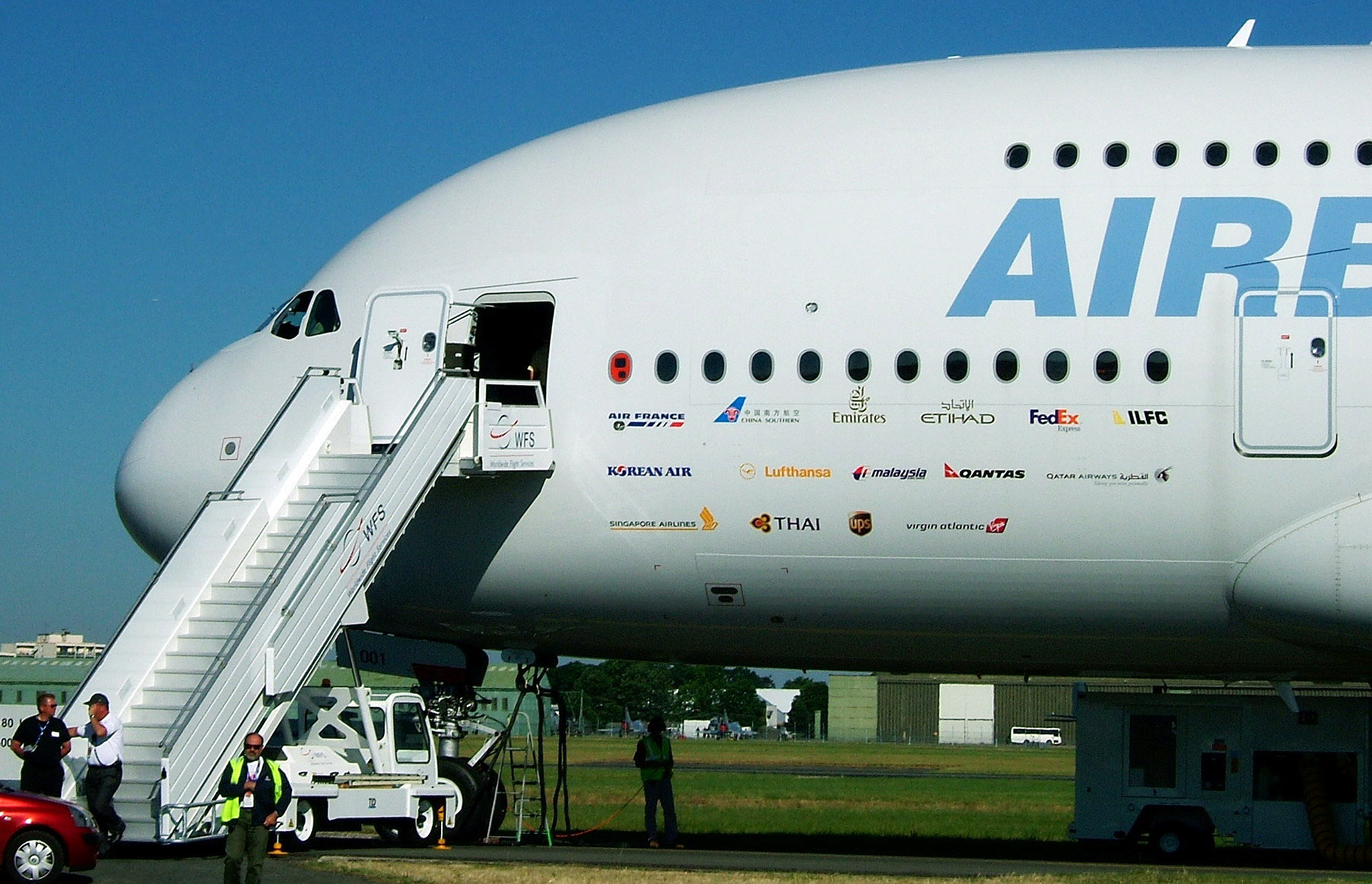
El Airbus A380 n.º 001; obsérvese los nombres pintados en el fuselaje de las empresas clientes en junio de 2005.

En junio de 1994 Airbus comenzó a desarrollar su propio gran avión comercial, denominado en un primer momento A3XX. Se habían considerado varios diseños, incluyendo una combinación de dos fuselajes —de lado a lado— del A340, que era en ese momento el mayor avión construido por la empresa europea. El A3XX también tuvo que enfrentarse con el estudio realizado sobre el VLCT y las nuevas aeronaves que Boeing pensaba desarrollar a partir de su 747. En 1997 se inició la crisis asiática, que oscureció las expectativas de ventas del A3XX; en ese momento Airbus alteró el diseño inicial con el objetivo de reducir los costos de funcionamiento entre un 15 y un 20 % en relación con el nuevo modelo de Boeing, el 747-400. El A3XX tendría dos pisos, lo que proporcionaría un mayor volumen de pasajeros por vuelo, desechando el diseño tradicional de un solo piso. Estos cambios en el diseño se llevaron a cabo tras un extenso análisis de mercado. Sin embargo, desde 1995 las previsiones seguían prediciendo que el mercado de grandes aviones como el A380 era pequeño y que Airbus se exponía a pérdidas multimillonarias.

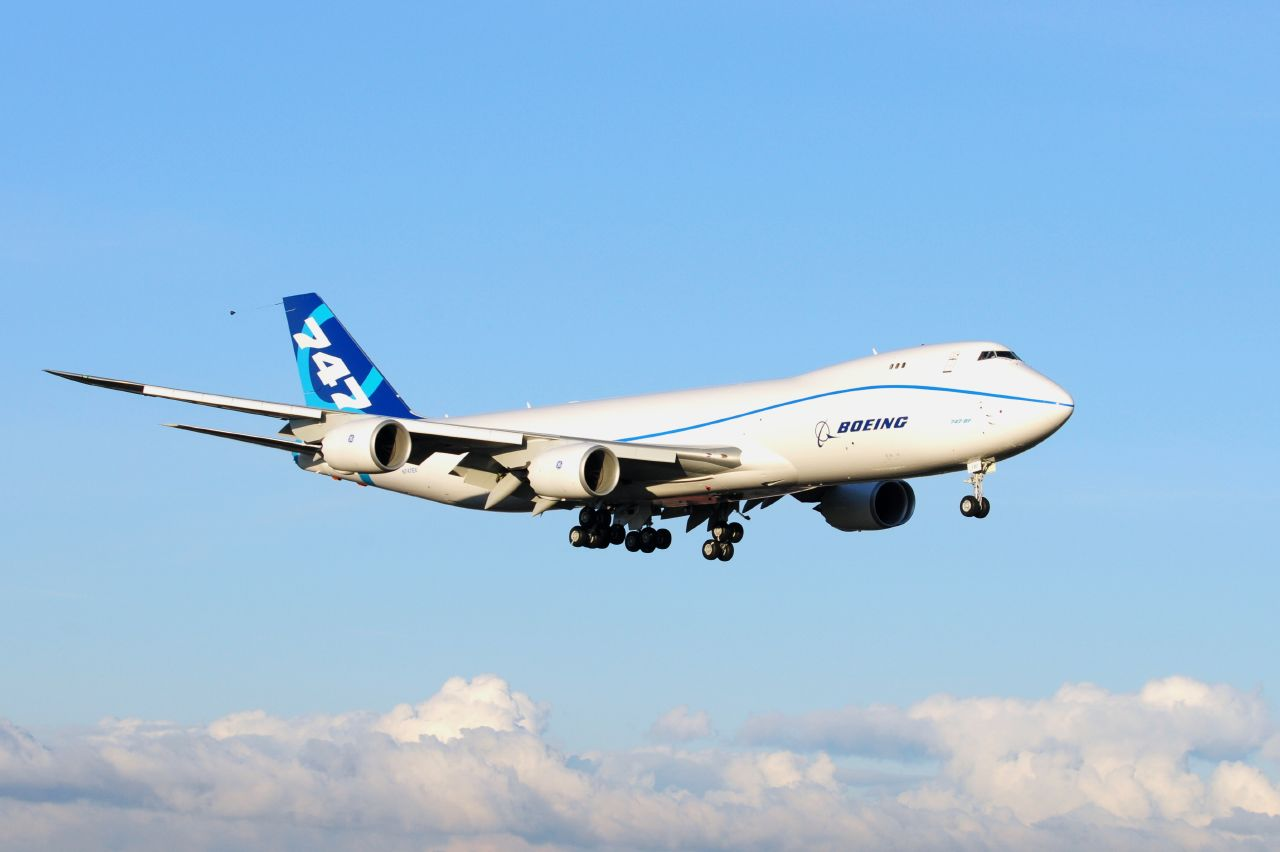
Boeing 747-8, superjumbo propuesto por el fabricante Boeing para competir con el A380.

Airbus empezó por consultar a las principales compañías aéreas, agencias gubernamentales y a representantes de los principales aeropuertos internacionales para establecer el tamaño de la aeronave, con el propósito de utilizar las instalaciones aeroportuarias existentes sin necesidad de que se tuvieran que hacer grandes reformas. Las dimensiones de cada unidad no debían superar los 80 metros de longitud y envergadura, la altura máxima se fijó en 24 m. Estas limitaciones se diseñaron para permitir que el A380 pudiera maniobrar en los estacionamientos y calles de los aeropuertos que operaban los Boeing 747. Además, las grandes dimensiones del A380 no serían un problema, pues la gran mayoría de los aeropuertos ya estaban preparados desde la aparición del 747.
El Airbus A380 fue especialmente diseñado para llevar a más pasajeros que el 747 consumiendo menos, además la capacidad no tenía que verse amenazada. Boeing trabajó en el desarrollo del 747-8, una nueva variante del 747 que se esperaba consumiera un 13 % menos por pasajero y tuviera un coste de explotación un 19 % menor que el A380, aunque en todo caso seguiría teniendo 88 asientos de pasajeros menos en una configuración de tres clases en ambos aviones (467 asientos, según Boeing). Esta nueva aeronave de Boeing entró en servicio en 2011.
El 19 de diciembre del 2000, el consejo de supervisión de Airbus decidió poner en marcha el programa para la construcción del A3XX, rebautizándolo como A380, con un presupuesto oficial e inicial de 10 700 millones de dólares —aunque fuentes externas ya lo elevaban a 14 000 millones— y con pedidos firmados por seis compañías aéreas que superaban las 50 unidades. El nombre A380 no sigue la clásica numeración de Airbus (A300‑340); se eligió el 8 porque ese número es considerado un número de la suerte en muchos países asiáticos, lugares donde se encontraban algunos de sus principales clientes. La configuración del A380 se fijó a principios de 2001 y en enero de 2002 se empezaron a fabricar los primeros componentes de las alas.

### Presupuesto

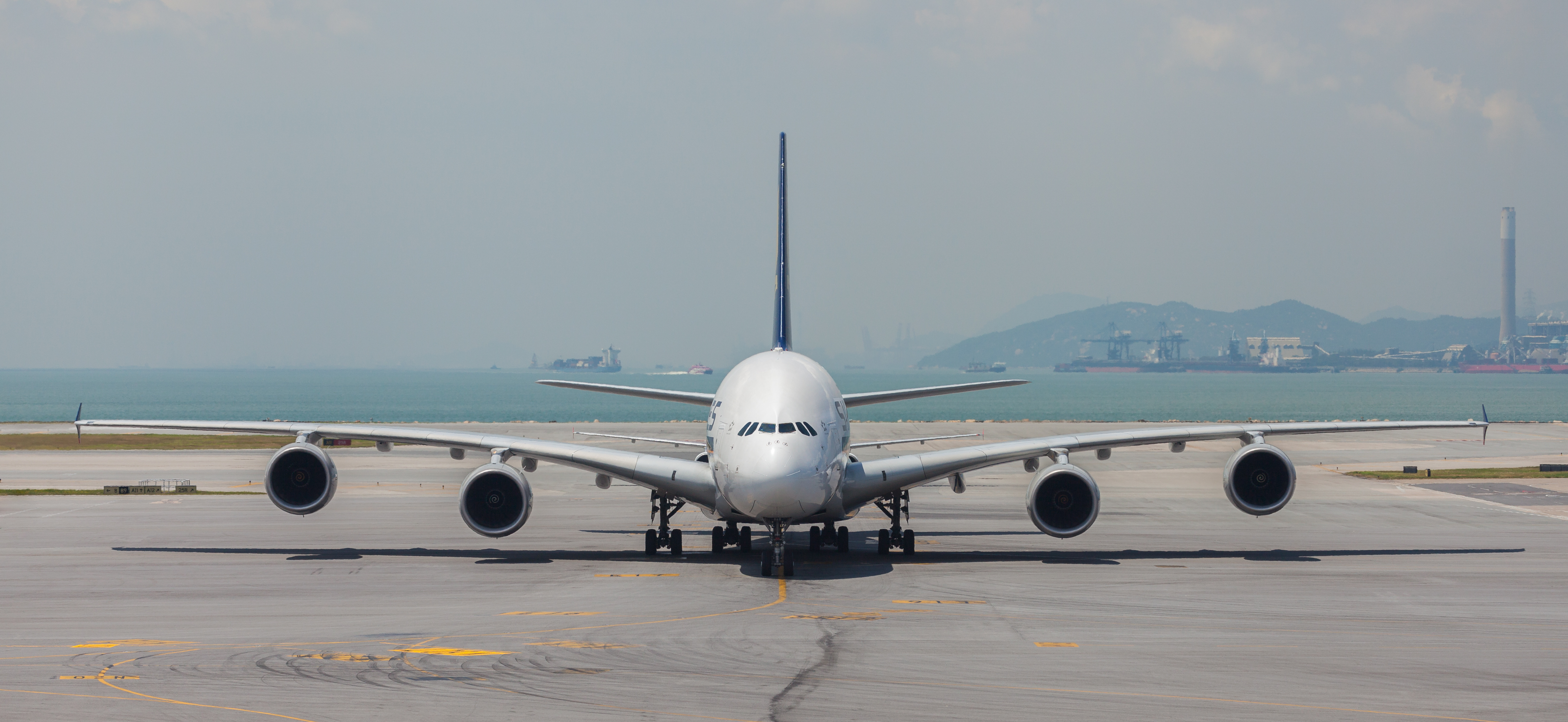
Vista frontal del aparato.

El presupuesto inicial estimado por Airbus y fijado originalmente en 1994, era de unos 8000 millones de dólares; Como se ha dicho anteriormente, el presupuesto cuando se puso oficialmente en marcha el programa, el 19 de diciembre de 2000, era de 10 700 millones de dólares, cifra que se mantenía estable aún en 2003, repartiéndose los gastos de la siguiente forma: 5100 millones a cargo de Airbus, 3100 de socios y proveedores y 2500 de anticipos de los gobiernos. Sin embargo, en abril de 2005 una noticia de la BBC ya recogía que el presupuesto se había incrementado en 1450 millones de euros, hasta los 12 000 millones, que en dólares suponían unos 15 000 millones, según el tipo de cambio EUR/USD de ese mes; si a esto se suman sanciones, entregas y gastos extra no planificados, la carga financiera total en el desarrollo del A380 fue de 25 000 millones de dólares, el triple de lo anunciado inicialmente para justificar la viabilidad económica del proyecto.

### Presentación pública

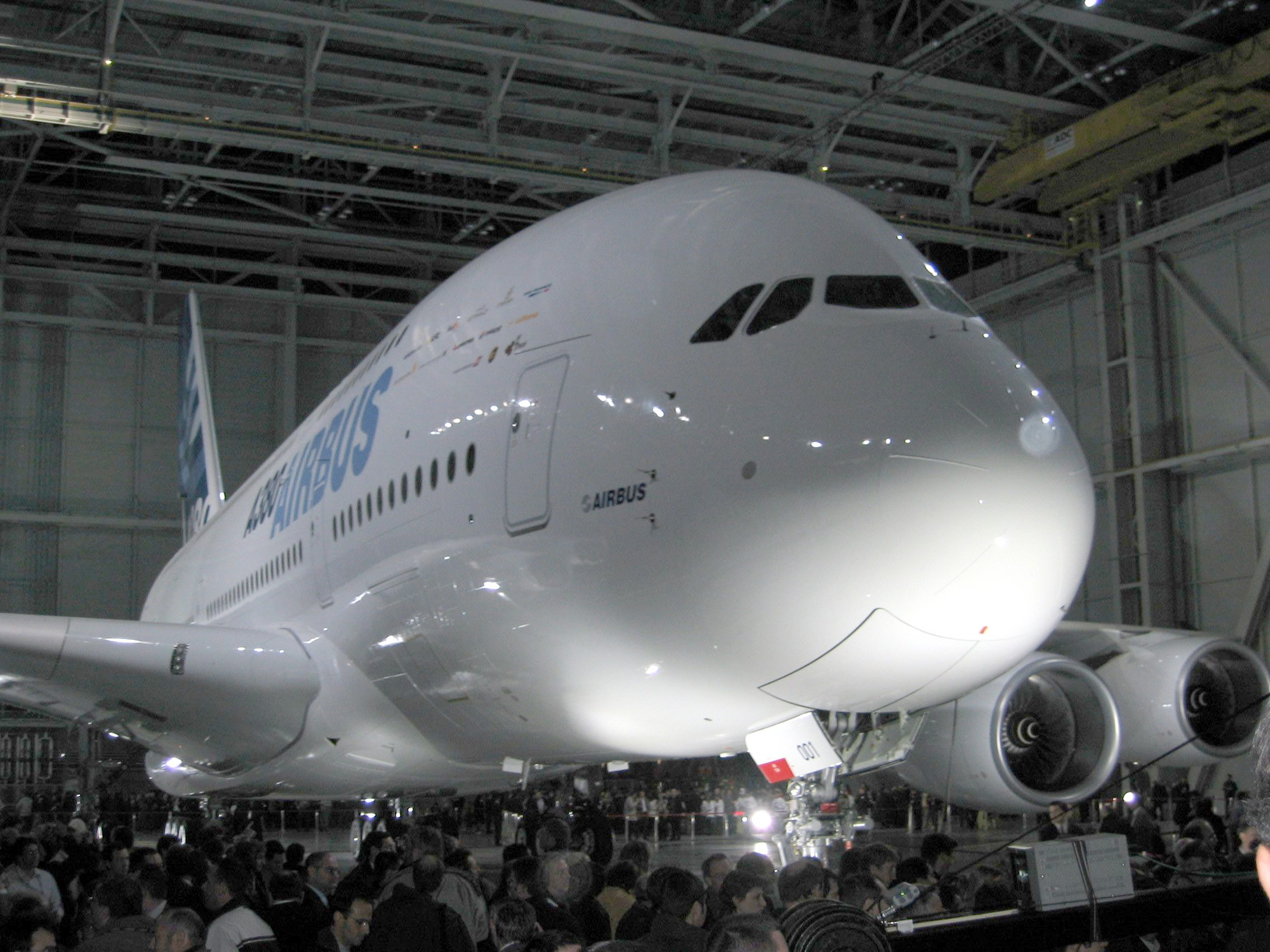
Presentación pública en Toulouse (2005).

La presentación oficial del Airbus A380 tuvo lugar el 18 de enero de 2005, en un hangar de la línea de ensamblaje final Jean-Luc Lagardère que la compañía tiene en Toulouse, Francia.
Su presentación reunió a más de 5000 personas y representantes de los cuatro países que habían participado activamente en el proyecto, incluidos los jefes de gobierno de todos ellos: Tony Blair (Reino Unido), Jacques Chirac (Francia), José Luis Rodríguez Zapatero (España) y Gerhard Schröder (Alemania). La ceremonia tuvo una duración aproximada de dos horas, tiempo en el que se conmemoró los 35 años del consorcio europeo de Airbus y sus éxitos desde el lanzamiento del Airbus A310 a principios de la década de 1980. También asistieron al acto representantes de las catorce empresas clientes y personalidades de la aeronáutica.

### Primeros vuelos y pruebas

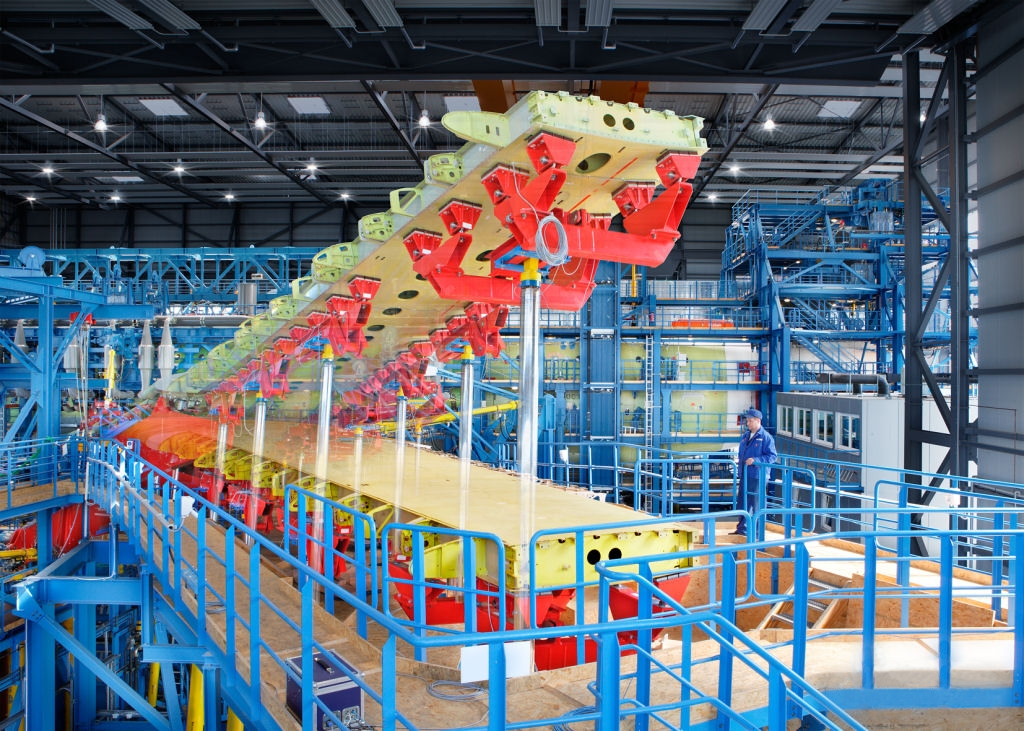
Pruebas de fatiga a un ala del A380 en Dresde.

Se desarrollaron pruebas específicas para poner a prueba al A380. En el aeropuerto de Dresde fue sometido a pruebas de fatiga. También se le realizaron pruebas de IABG en 47 500 ciclos de vuelo, lo que equivale a un año de servicio. En febrero de 2006 durante una prueba de flexibilidad y fatiga, una de las alas se agrietó después de que esta pasara en un 45 % la carga máxima entre los motores; para aprobar esta prueba era necesario que las alas resistieran en un 50 % la carga máxima, por lo que Airbus inmediatamente resolvió el problema.
El 26 de marzo de 2006 el A380 obtuvo el certificado de evacuación en Hamburgo, Alemania. Con 8 de las 16 salidas bloqueadas, 853 personas entre pasajeros y tripulantes abandonaron el avión en 78 segundos, 12 menos de los requeridos para superar la prueba. Tres días después el A380 recibió el permiso de navegación por parte de la Agencia Europea de Seguridad Aérea (EASA) y de la Administración Federal de Aviación de Estados Unidos (FAA) para el transporte de un máximo de 853 pasajeros.

Rutas y centros de fabricación del Airbus A380.

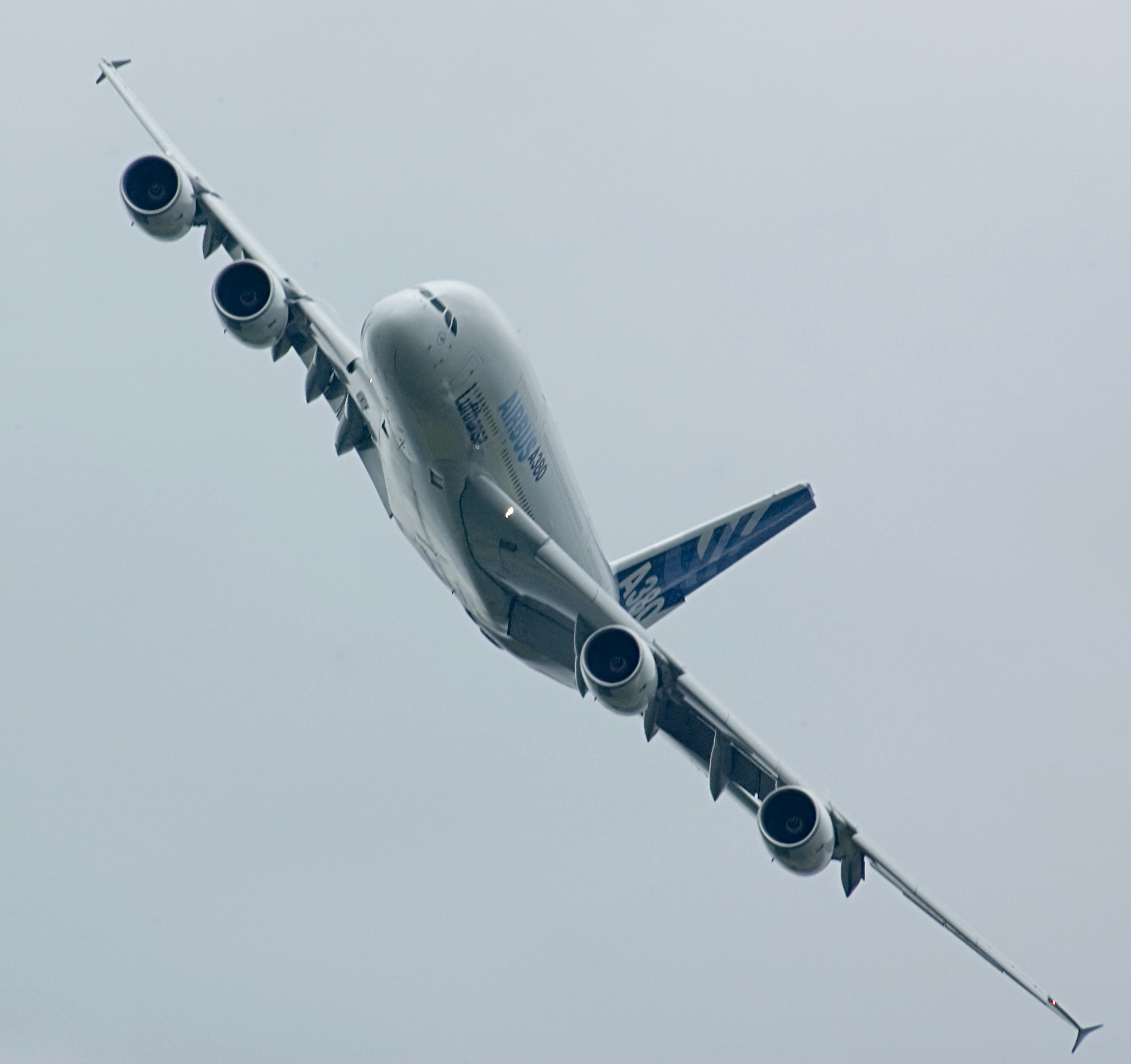
Airbus A380 en pleno vuelo en mayo de 2006.

El primer vuelo del A380 tuvo que ser pospuesto en varias ocasiones debido a problemas técnicos; finalmente el 27 de abril de 2005, el avión con el número de serie 001 y con un peso de 421 toneladas (el mayor peso de la historia de un avión civil) despegó a las 8:29 UTC del aeropuerto internacional de Toulouse.
El A380, equipado con 4 motores Trent 900, despegó de Toulouse con una tripulación de seis personas, encabezada por el jefe del proyecto, Jacques Rosay. El vuelo duró 3 horas y 54 minutos; más tarde, Rosay diría que había sido «como montar en bicicleta».
El 1 de diciembre de 2005 el A380 alcanzó su velocidad máxima de Mach 0,96 (la velocidad de crucero normal es de 0,85). El 10 de enero de 2006 realizó su primer vuelo transatlántico, volando hasta Medellín en el Aeropuerto Internacional José María Córdova (Ríonegro), Colombia, y en el 2007 hasta Bogotá en el Aeropuerto Internacional El Dorado para probar el rendimiento de los motores en aeropuertos situados a grandes alturas. Más tarde, el 6 de febrero del mismo año voló hasta Iqaluit, en Canadá, con el objetivo de probar su resistencia y comportamiento ante climas muy fríos.
El primer vuelo con motores GP7200, tuvo lugar el 25 de agosto de 2006. El 4 de septiembre de 2006, con 474 empleados de Airbus a bordo, se realizó una prueba para que los pasajeros probaran las instalaciones y la comodidad del avión. En diciembre Airbus obtuvo los certificados de homologación para los modelos A380-841 y A380-842 de parte de EASA y FAA, en una ceremonia en la sede francesa de la empresa. El A380-861 obtuvo su certificado un año después, el 14 de diciembre de 2007.

### Producción
Las principales secciones estructurales y la mayor parte de las piezas del A380 son construidas en Francia, Alemania, España y el Reino Unido. Debido a su gran tamaño, las piezas fabricadas en los distintos países son llevadas a la planta de montaje de Jean-Luc Lagarderè, en Toulouse, Francia. Para el transporte de los distintos componentes se usa sobre todo el transporte terrestre y marítimo, aunque en algunas ocasiones se transportan a través del Airbus A300-600ST Beluga, un avión de carga especialmente diseñado para el transporte de las mercancías más voluminosas.
Los componentes del Airbus A380 son suministrados por proveedores de todo el mundo, entre los que destacan: Rolls-Royce, Safran, United Technologies, General Electric y Goodrich Corporation.
Para el movimiento de los componentes se dispone de una gran flota de camiones y barcos, además de instalaciones especializadas y carreteras modificadas para poder dar cabida a convoyes de gran tamaño.
Las secciones delantera y trasera del fuselaje se fabrican en las industrias de Airbus en Hamburgo, en el norte de Alemania, de donde son trasportadas por mar hacia el Reino Unido. Las alas se fabrican en Gran Bretaña, concretamente en Bristol y Broughton, desde donde se llevan a Francia. En Saint-Nazaire, al oeste de Francia, llegan las piezas fabricadas tanto en Bristol como en Hamburgo. La cola y la panza del avión, son ensamblados en la ciudad española de Getafe, de donde son trasportadas por carretera —en el caso de las piezas más pesadas, también se usa ocasionalmente el Airbus A300-600ST Beluga para su transporte— hasta Francia. 
Finalmente todas las piezas fabricadas y ensambladas en los distintos países son llevadas por carretera o mar hasta la cadena de montaje de Toulouse.
Después del montaje, el avión se pilota hasta Hamburgo, donde se amuebla y pinta, siendo necesarios 3600 litros de pintura para cubrir sus 3100 metros cuadrados. Todo este complejo proceso de fabricación provoca que solo un máximo de cuatro Airbus A380 puedan ser construidos cada mes.

### Problemas de producción y retrasos en la entrega

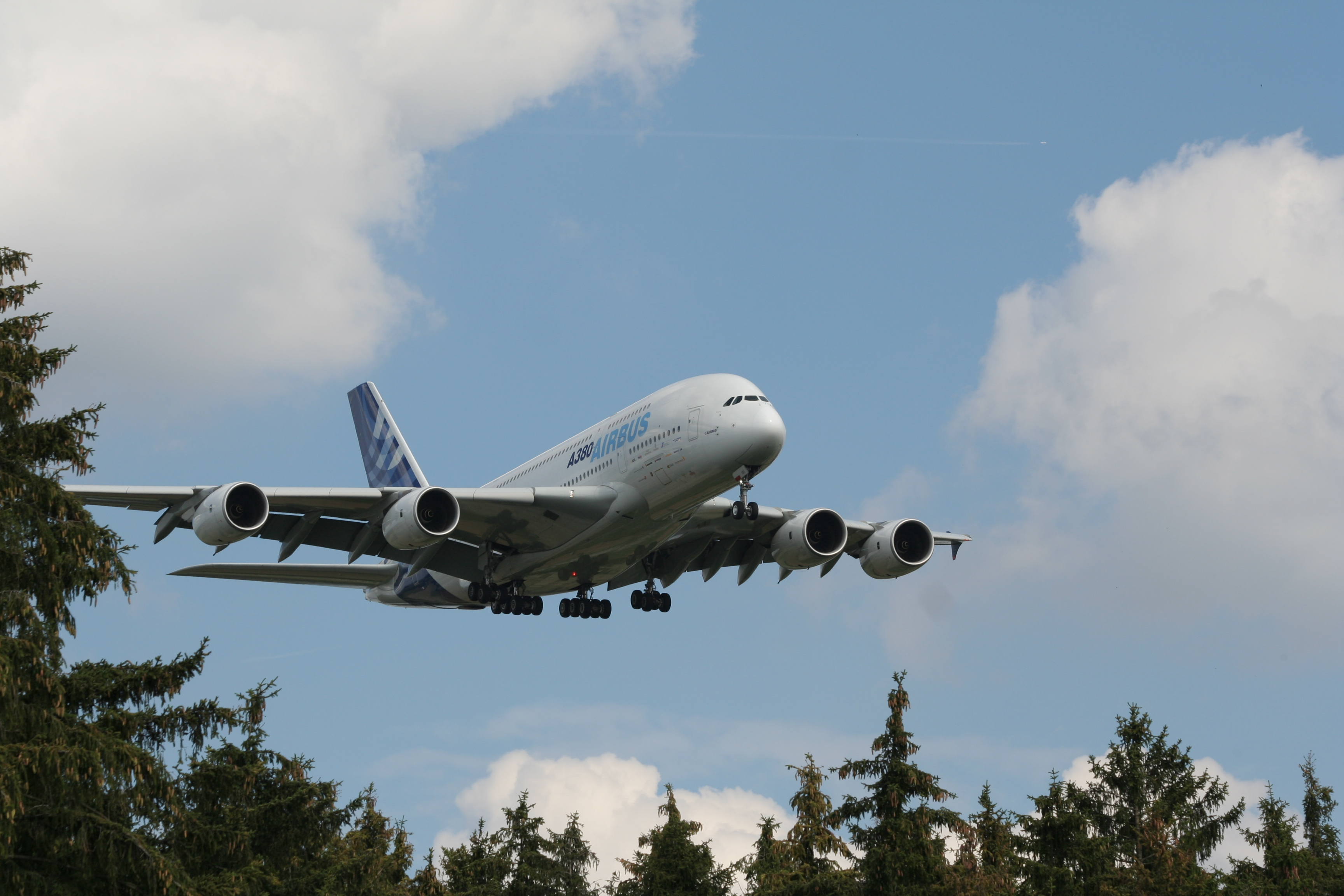
Airbus A380, siendo aún propiedad de Airbus.

Cuando se inició la producción del A380, la compañía Airbus estaba preocupada por los múltiples retrasos sufridos en la construcción del avión, atribuidos principalmente a los 500 km de cableado que contenía cada aeronave, lo que suponía una enorme complejidad técnica, ya que cada avión contenía 100 000 cables y 40 300 conectores. A esto había que sumar el concurrente diseño y el alto grado de personalización que cada compañía había exigido, además de los problemas en la gestión de la configuración y el control de cambios, pues mientras las instalaciones alemanas y españolas de Airbus usaban la versión 4 del programa informático CATIA, los franceses e ingleses habían pasado a la versión 5. Estos errores de fabricación provocaron problemas en la configuración electrónica de los aviones, ya que en algunos casos se había usado aluminio en lugar de cobre conductor, lo que dificultaba las operaciones del software.
Airbus anunció el primer retraso en junio de 2005, notificando a las compañías aéreas que la entrega se retrasaría seis meses. Este hecho redujo el número total de entregas previstas para finales de 2009 de cerca de 120 a menos de 100. El 13 de junio de 2006 se anunció un segundo retraso, esta vez de seis a siete meses.
La primera entrega estaba prevista para finales de 2006, estando planeado entregar 9 aviones en 2007 y llegar a 70 entregas en 2009. Las constantes demoras y el incumplimiento del calendario llevaron a Airbus y a EADS a perder un 26 % de su valor en bolsa.El 3 de octubre de 2006, el consejero delegado de Airbus, Christian Streiff, anunció un tercer retraso y una revisión del programa A380, además de un recorte en los ingresos esperados hasta 2010 de 4800 millones de euros, debido tanto a la reestructuración propia y a los retrasos como a las mejoras en las previsiones de Boeing.
Muchas compañías aéreas ante los retrasos, se plantearon reducir sus pedidos, o bien sustituir la compra de A380 por aviones Boeing 747-8. Ante esta situación, Airbus dio prioridad a la producción de las versiones 800 (A380-800) y 800F (A380-800F) de sus A380 frente a otros modelos de la compañía.
Los trabajos en la versión de carga del A380 fueron suspendidos, pero se mantuvo la oferta, aunque sin fijar una fecha para su puesta en servicio. Para la versión de pasajeros se revisó —de nuevo— el calendario, añadiendo además compensaciones por las demoras a los 13 clientes, quienes a su vez, mantuvieron todos los pedidos originales, habiendo incluso algunas que aumentaron el pedido original, como Emirates Airlines, Singapore Airlines, Air France o Qantas.
El primer A380, con el rediseño en el sistema de cableado, fue entregado en abril de 2008 con una demora de tres meses. El 13 de mayo de ese mismo año, Airbus anunció la reducción de las entregas a 12 unidades en 2008 y 21 en 2009. Más tarde la cifra de 21 unidades para 2009 fue reducida a 14, de las que finalmente 10 unidades fueron entregadas.

### Entrada en servicio
El primer avión se entregó el 15 de octubre de 2007 a Singapore Airlines, compañía con la que entró en servicio el 25 de octubre de ese mismo año, en un vuelo inaugural entre Singapur y Sídney. Los pasajeros compraron los billetes en una subasta benéfica, rondando el precio de cada pasaje entre 560 y 100 380 dólares. Dos meses después el consejero delegado de Singapore Airlines, Choong Seng, dijo que los resultados obtenidos con el A380 eran los mejores en cuanto a gasto y rentabilidad de toda su flota.
Emirates Airlines fue la segunda aerolínea en recibir el A380, el 28 de julio de 2008, y realizó su vuelo inaugural entre Dubái y Nueva York el 1 de agosto del mismo año. Qantas fue la siguiente aerolínea en recibir el aparato el 19 de septiembre de 2008, poniéndolo oficialmente en servicio con un vuelo inaugural entre Melbourne y Los Ángeles el 20 de octubre de 2008. A finales de 2008 ya habían volado en el A380 890 000 viajeros en un total de 2200 vuelos a lo largo de 21 000 horas.
En febrero de 2009, el A380 de Singapore Airlines transportó al pasajero «un millón». Air France recibió su primera aeronave el 30 de octubre de 2009, en el aeropuerto francés Charles de Gaulle; Lufthansa lo recibió el 19 de mayo de 2010. En julio de 2010, los A380 en servicio habían transportado ya a seis millones de clientes en 17 000 vuelos a 20 destinos internacionales. En junio de 2011, solo los A380 de Air France ya habían transportado a un millón de viajeros.

### Operación en aeropuertos

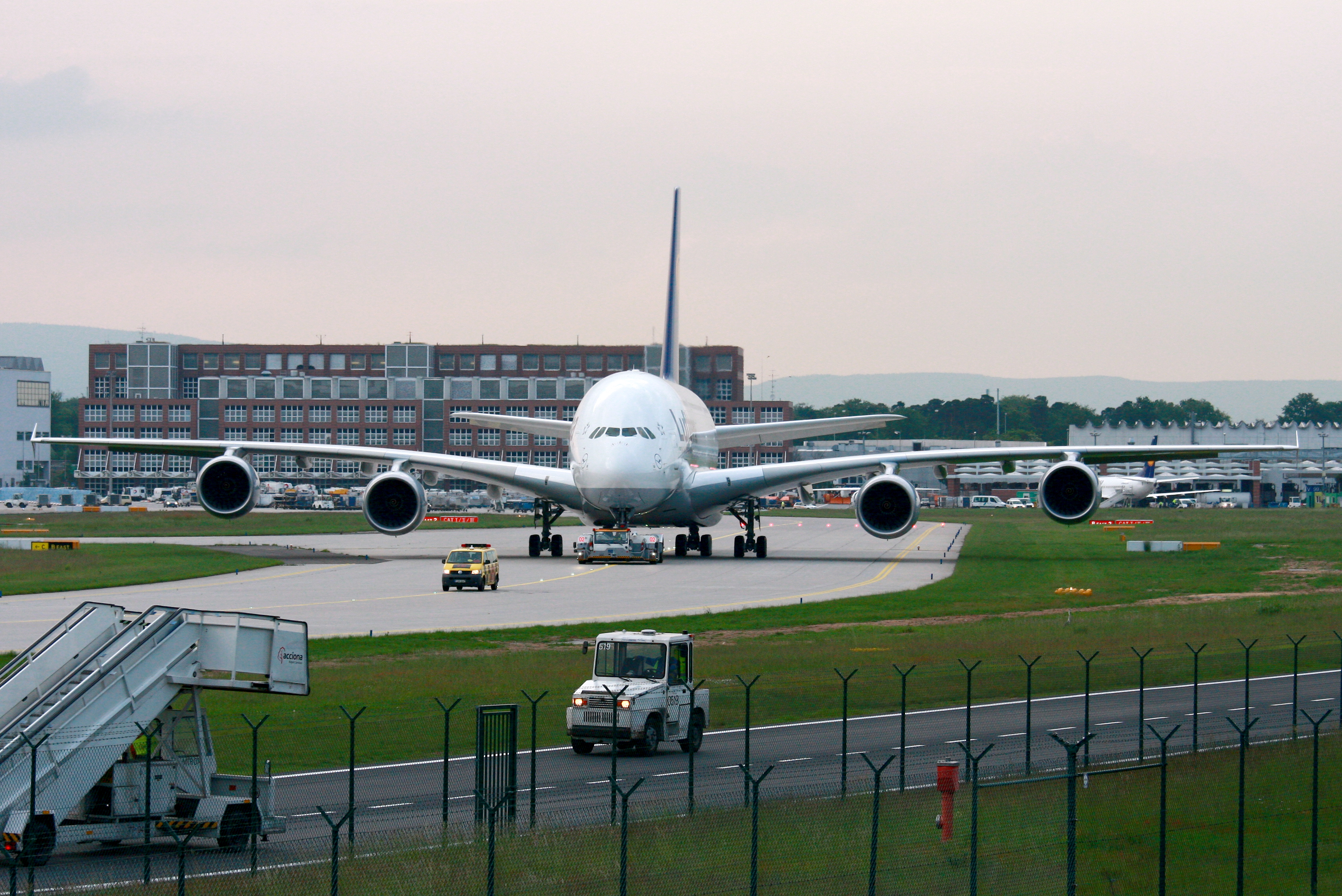
El A380 encontró en sus inicios serios problemas e impedimentos a la hora de operar en determinados aeropuertos internacionales debido a sus insólitas dimensiones.

El Airbus A380 es identificado por la clave F de OACI, con una envergadura comprendida entre los 65 y los 80 metros y una distancia exterior entre ruedas del tren de aterrizaje principal desde los 14 hasta 16 metros; y en la categoría DG —Design Group— estadounidense, la de mayor tamaño de aeronaves que operan en ese país. Precisamente en Estados Unidos es donde el A380 encontró un mayor número de impedimentos a la hora de poder realizar sus operaciones, aunque en otros países, como Gran Bretaña, también sufrió graves problemas.
La Federal Aviation Administration (FAA) solo autorizó en principio los aterrizajes y despegues del A380 en pistas de 60 metros de ancho, cuando la gran mayoría de las pistas en aeropuertos estadounidenses tiene un ancho de 45, aptas para recibir al Boeing 747. En cuanto a las pistas de rodadura o carreteo —taxiways—, los aviones de la clase DG VI han de hacerlo por pistas de 30,5 metros de anchura, pero Airbus comunicó que equiparía a sus aviones con una cámara para la rodadura (TCS) que permitiría ayudar a la tripulación en esta fase y reducir a 22,9 metros la anchura de pista necesaria. En cuanto a la velocidad de carreteo, el avión no puede sobrepasar los 24 km/h.
De igual manera, la FAA propuso que cuando un A380 esté rodando en una pista paralela a otra pista, esta se cierre mientras dure su paso. Esto hubiera ocasionado grandes problemas a la hora de gestionar el ya sobrecongestionado espacio aéreo estadounidense. De manera similar, cuando un A380 despegue o aterrice, no podría haber ningún otro avión realizando su rodadura en una pista adyacente. Por último, en condiciones de baja visibilidad, durante el aterrizaje y despegue del avión, no podría haber otro avión a menos de 915 metros de la cabecera de pista y en condiciones de categoría II y III, a 1220 m. Sin embargo, la FAA y la EASA autorizaron en julio de 2007 a que el Airbus A380 operase en pistas de 45 metros de ancho sin restricciones.
En España, Aena tiene definidos unos sectores de estacionamiento, en inglés conocidos como Aircraft Safety Area (ASA), según las dimensiones de las aeronaves. Hasta la llegada del A380, la mayor posición de estacionamiento era la Tipo I, pensada para el Airbus A340 y para el Boeing 747; sin embargo, para el A380 se ha creado la Tipo 0, con una profundidad similar a la de Tipo I, pero de mayor ancho.

## Diseño

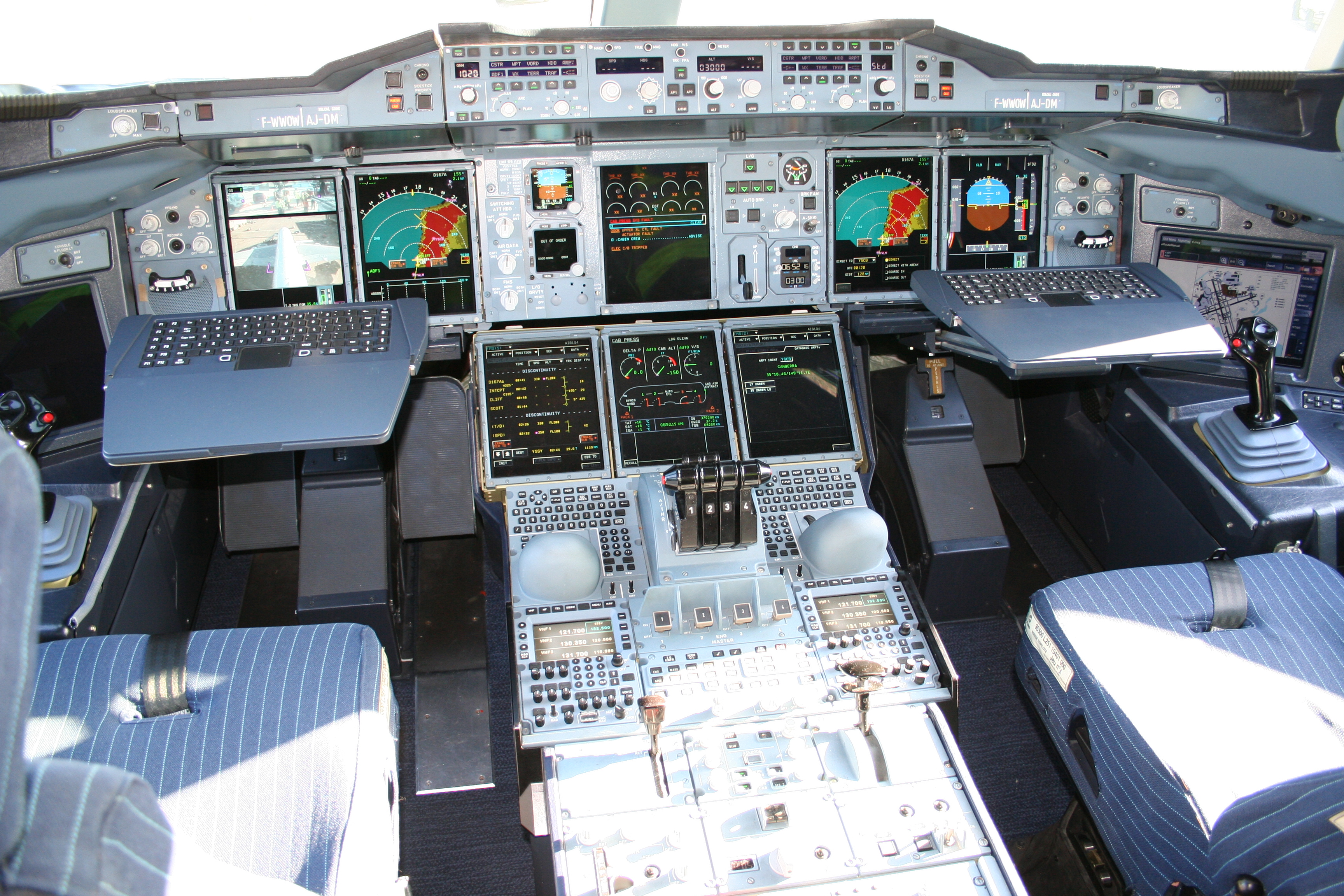
Cabina de mando de un A380.

### Cabina de mando
Airbus utilizó en el A380 características de manejo, procedimiento y disposición de la cabina similares a las de otros aviones de la compañía para reducir costes de formación de la tripulación; en consonancia, la cabina es similar a la de otros aviones de Airbus, aunque se le han incorporado varias mejoras. El A380 cuenta con una avanzada cabina de cristal y nuevos mandos de vuelo fly-by-wire con palanca de control lateral. Dispone de ocho pantallas de cristal líquido de 15 × 20 cm, físicamente idénticas y permutables; estas comprenden dos pantallas principales de vuelo, dos pantallas de navegación, una pantalla de parámetros de los motores, una pantalla del sistema y dos pantallas multifunción (MFD). Las MFD son nuevas en el A380 y proporcionan una interfaz de manejo sencillo con el sistema de gestión de vuelo —reemplazando tres unidades de visualización y control multifunción—. En la cabina se incluyen teclados QWERTY y trackballs, para interaccionar con un sistema de navegación de visualización gráfica. En general, la cabina es más espaciosa que sus homólogas del resto de los aviones de fuselaje ancho.

### Alas
Las alas se componen fundamentalmente de fibra de carbono y aluminio. Tienen un tamaño suficiente para poder despegar con un máximo de 650 toneladas, con el fin de que no sea necesario cambiar el diseño de las alas en futuras versiones, como el A380-900. Airbus calcula que el tamaño de la aeronave, sumado a la tecnología empleada en su construcción, ofrecerá un costo por operaciones mucho más reducido que su competidor, el Boeing 747 y sus variantes.
El A380 también emplea las mismas aletas de punta alar que emplean los modelos A310 y A320 con el fin de evitar turbulencias y aumentar la eficiencia en el consumo de combustible, así como el rendimiento. Es en las alas donde tiene sus depósitos de combustible, con una capacidad de 310 000 litros de combustible.
En el Paris Air Show 2017 Airbus presentó el nuevo A380 plus el cual entre otra de sus características incluía un nuevo tipo de winglets denominado "downlet" por su forma hacia abajo el cual mejora la eficiencia y reducción en el consumo de combustible estimado en un 4 %. Estos winglets son muy similares a los utilizados en el Boeing B737MAX.
Esto sumado a una lista de cambios presentados por Airbus completan el modelos A380 plus, el cual ha impactado, ya que se esperaba una versión neo (New Engine Option). Las alas han sido modificadas con mejoras aerodinámicas las cuales ayudan a la reducción del consumo de combustible el cual Airbus anuncia. También ha sido incluido un depósito auxiliar de combustible para permitir que el peso de despegue aumente en tres toneladas (578) y que el número máximo de pasajeros aumente en 80 personas, todo esto sin variar el rango del que dispone actualmente.

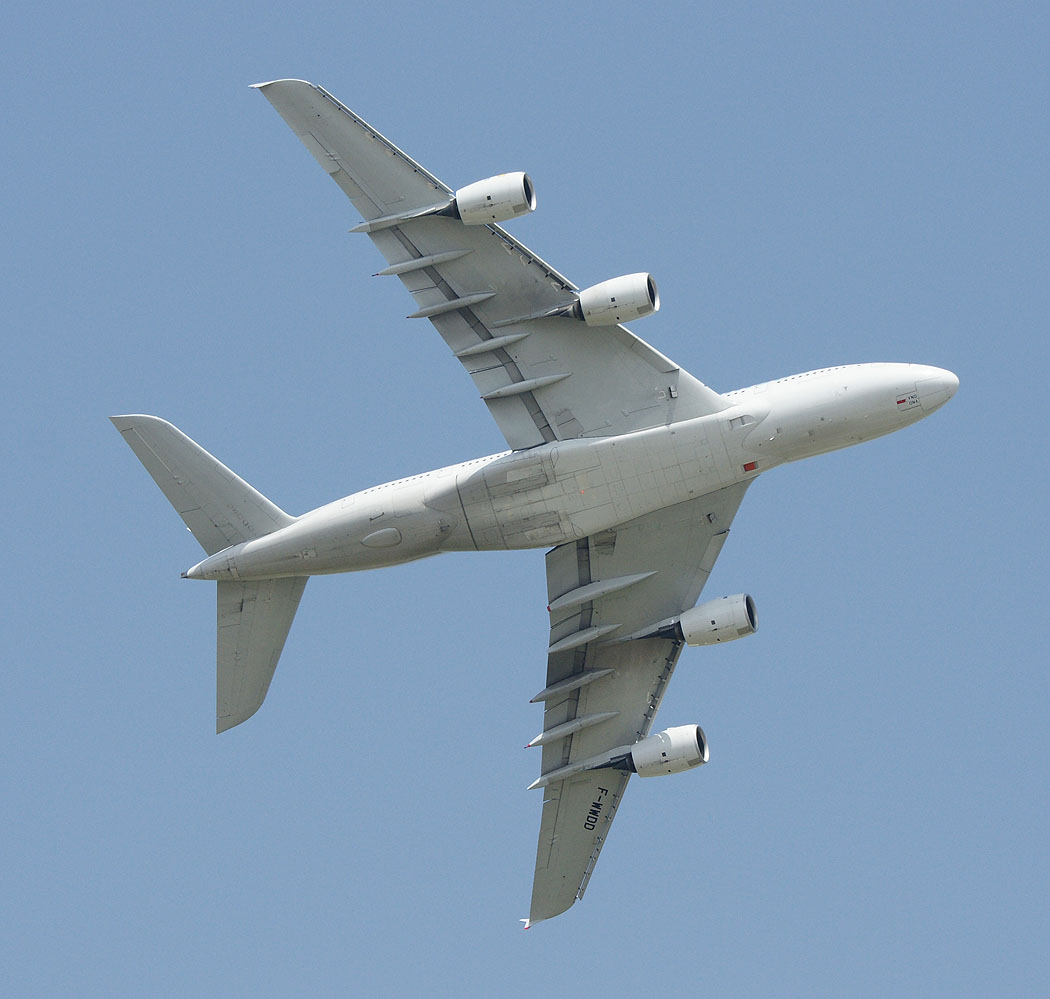
Vista inferior de un A380.

### Motores
| Versiones A380 | Motores utilizados |
| -------------- | ------------------ |
| A380-841       | Trent 970          |
| A380-842       | Trent 972          |
| A380-843F      | Trent 977          |
| A380-843F      | Trent 980          |
| A380-861       | GP7270             |
| A380-863F      | GP7277             |

El A380 está equipado con cuatro motores turbofán en sus respectivas góndolas subalares, pero solo dos de ellos están provistos de empuje inverso. El cliente tiene la posibilidad de elegir entre dos tipos de motores: el Rolls-Royce Trent 900 que montan las versiones A380-841, A380‑842 y A380‑843F; o el Engine Alliance GP7000 que montan las versiones A380‑861 y A380‑863F. Con un empuje de entre 310 y 360 kN (70 000-80 000 lbf) cada uno, son los motores más eficientes desarrollados para un avión cuatrimotor. El diámetro de los motores es de 2.95 metros, y aspiran una tonelada y media de aire por segundo.
El Trent 900 es un modelo derivado del Trent 800, y el GP7000 tiene sus orígenes en los General Electric GE90 y Pratt & Whitney PW4000. El núcleo del Trent 900 es una versión escalada del Trent 500, pero incorpora la tecnología de ventilador con aspas en flecha del Trent 8104 (modelo no desarrollado). El GP7200 tiene un núcleo derivado del GE90 y el ventilador y la turbomaquinaria de baja presión del PW4090.
Los motores producidos por Engine Alliance son fabricados en Middletown, en el estado de Connecticut, Estados Unidos; hasta ahora son Air France, Emirates Airlines, FedEx, ILFC y Korean Air las compañías que han escogido el GP7200 en lugar del británico Trent 900.
La reducción del ruido fue un importante requisito en el diseño del A380, y afectó mucho al desarrollo de los motores. Ambos tipos de motores permiten que el avión logre los límites de ruido QC/2 en despegue y QC/0,5 en aterrizaje en base al sistema Quota Count establecido por el Aeropuerto Heathrow de Londres, uno de los principales destinos del Airbus A380.
Uno de los retos del A380 fue demostrar la viabilidad del uso de combustible sintético combinado en los aviones comerciales. El 1 de febrero de 2008 realizó un vuelo de prueba de tres horas entre Gran Bretaña y Francia utilizando como combustible en uno de sus cuatro motores una mezcla de queroseno estándar de aviación en un 60 % y un 40 % de un derivado del gas natural denominado GTL. El motor no necesitó ninguna modificación para poder usar el GTL. Sebastien Remy, jefe del programa de combustible alternativo de Airbus, dijo que este nuevo combustible no es más limpio en cuanto a emisiones de dióxido de carbono que los combustibles normales, pero tiene beneficios en la calidad del aire porque no contiene azufre.

### Materiales especiales
Mientras que la mayoría del fuselaje es de aluminio, los materiales compuestos representan más del 20 % de toda la estructura del A380. Los plásticos reforzados con fibra de carbono, fibra de vidrio o fibra de cuarzo son ampliamente utilizados en las alas, el tren de aterrizaje, la sección trasera del fuselaje, las superficies de la cola y en las puertas. El A380 es el primer avión de línea comercial en tener un cajón de ala central hecho de plástico reforzado con fibra de carbono. Y también el primero en tener una sección transversal del ala continua, que optimiza la eficiencia aerodinámica, ya que las alas de otros aviones comerciales están divididas en secciones a lo largo de su envergadura. En los bordes de ataque de los slats utiliza compuestos termoplásticos. Uno de los nuevos materiales que incorpora es el vidrio reforzado o GLARE, que es utilizado en la parte superior del fuselaje y en los bordes de ataque de los estabilizadores. Este laminado de fibra de vidrio y aluminio es más ligero y tiene una mayor resistencia a la corrosión y a los impactos que las aleaciones de aluminio convencionales usadas en aviación. A diferencia de los primeros materiales compuestos, estos pueden ser reparados usando técnicas de reparación de aluminio convencionales. También incorpora nuevas aleaciones de aluminio soldables que permiten el uso generalizado de técnicas de fabricación por soldadura por rayo láser —eliminando las hileras de remaches y dando por resultado una estructura más ligera, pero más fuerte y resistente—.

### Disposición de los pasajeros en el avión

Configuración de tres clases que totalizan un total de 519 asientos.

Entre las nuevas características de la aeronave destaca la mayor área de la cabina, con un 50 % más de espacio que el 747-400; además el A380 produce un 50 % menos de ruido que el avión de Boeing y dispone de un interior con compartimentos de carga más grandes que sus antecesores, mayores ventanas y 60 cm más de altura.

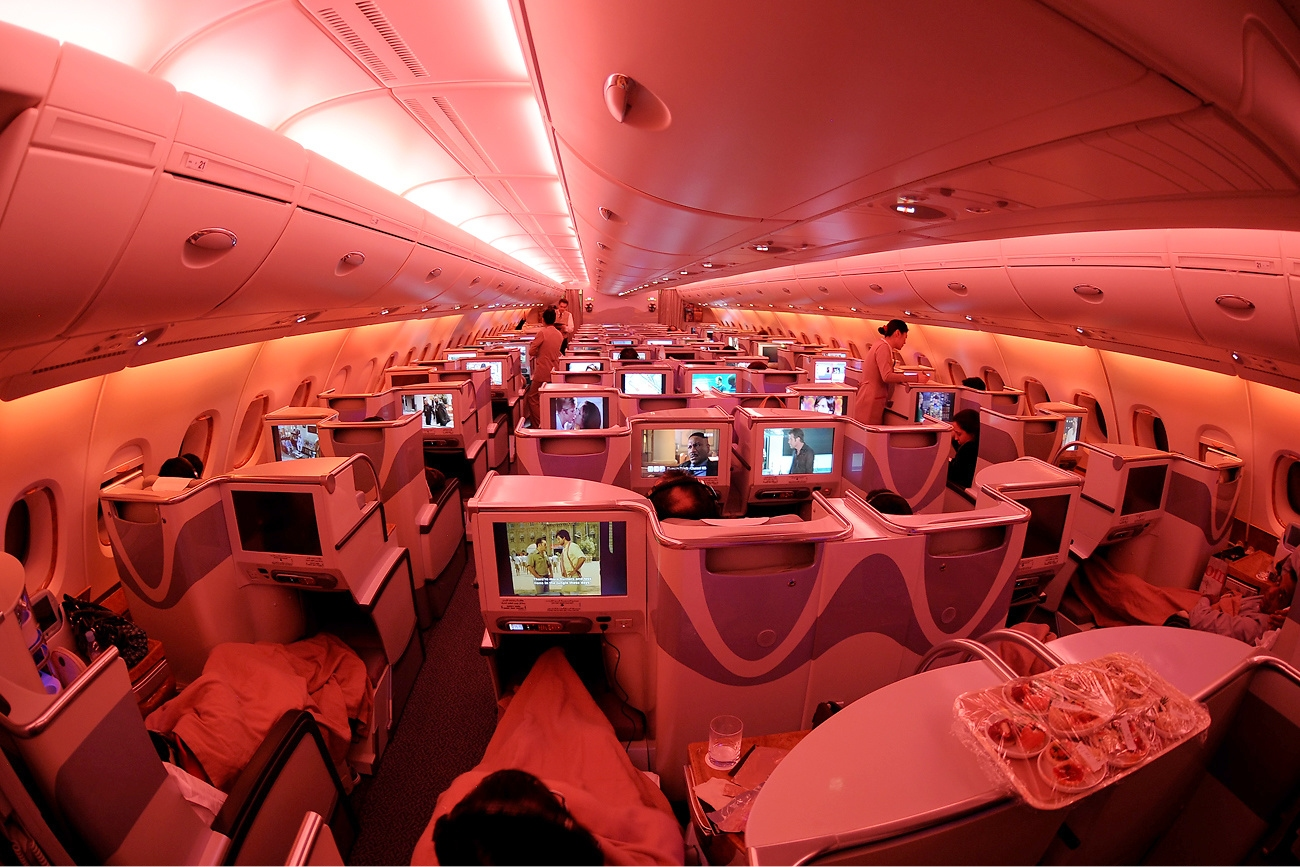
Interior de un A380 propiedad de Emirates en clase ejecutiva.

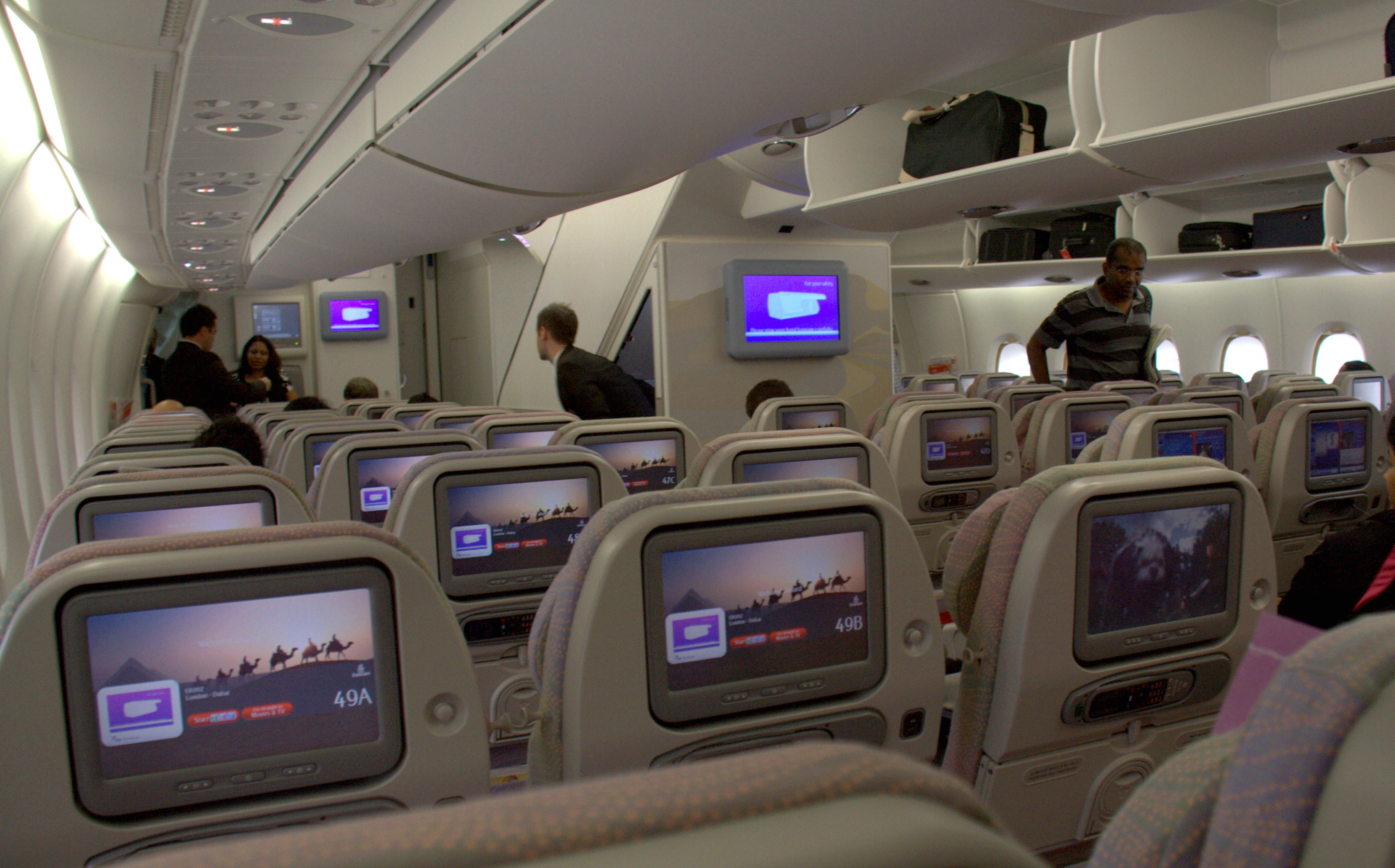
Amplia clase turista de un A380 (ejemplo Emirates), 3-4-3. El fuselaje es más ancho que el de un 747.

La amplia cabina del A380 permite que los asientos en clase turista puedan llegar hasta los 48 cm de ancho, 4 cm más que su competidor, el Boeing 747-400 El interior del A380 puede configurarse de once maneras diferentes que Airbus personaliza según las exigencias del comprador; su capacidad máxima certificada es de 853 pasajeros en una hipotética configuración con una sola clase, la turista. Una configuración típica de tres clases puede alojar a 525 pasajeros, que se reparten de la siguiente manera: 10 personas en primera clase, 76 en clase de negocios o business, y 439 pasajeros en clase turista. Dependiendo de la configuración aplicada, el A380 puede alojar entre 407 pasajeros (como es el caso de los aviones de Korean Air) y 840 pasajeros (caso de la configuración elegida por Air Austral).
El A380 cuenta con dos pisos, unidos por dos escaleras, una en la popa y otra en la proa. El ancho de las cabinas permite acomodar a dos pasajeros en los laterales de cada lado, además de permitir múltiples configuraciones en los propios asientos. Algunos operadores que tienen sus aviones con la configuración de tres clases han desarrollado servicios especiales a bordo, como cabinas privadas, camas salientes y reclinables o salones.
La publicidad inicial de Airbus hizo un gran hincapié en la comodidad y el espacio del que gozaría el A380, con instalaciones adicionales como zonas de descanso, bares o tiendas. Air France ha instalado en uno de sus A380, una galería de arte electrónico para los pasajeros de primera clase y business. Singapore Airlines ofrece doce suites en uno de sus A380, todas ellas con cama de gran tamaño, escritorio y armario personal; cuatro de estas suites tienen paredes que se pueden quitar. Emirates Airlines también ha configurado algunos de sus aviones con catorce suites privadas, equipadas con ducha y spa; sus aviones también están equipados con salones de reuniones, sofás y bares en la clase de negocios (business).
Korean Air o Qantas tienen previsto hacer cambios en sus aviones A380.
Cada avión es personalizado según las exigencias de cada aerolínea, lo que ralentiza significativamente la velocidad de producción y aumenta los costos; por ejemplo en uno de los A380 de Qantas hay seis bares de autoservicio (cuatro en el piso inferior y dos en el superior) y una sala de reuniones (en primera clase y business). Virgin Atlantic Airways tiene previsto instalar bares, camas de gran tamaño, casino e incluso un gimnasio en su A380.

### Aviónica
El A380 emplea aviónica modular integrada (IMA), un tipo de arquitectura antes solo usada en aviones militares avanzados como los F-22 Raptor, F-35 Lightning II, y Dassault Rafale. El equipo IMA fue diseñado y desarrollado conjuntamente por Airbus, Thales y Diehl Aerospace —el grupo Thales se encargó de los sistemas principales—, este equipo es utilizado por primera vez en el A380, y supone una innovación tecnológica en la aviación comercial, con módulos de computadoras conectadas en red que soportan diferentes aplicaciones.

### Sistemas
Por primera vez en la historia de la aviación civil, la administración básica de todos los sistemas (hidráulico, motores, eléctricos) son controlados por un sistema de control de vuelo automatizado. En el caso de los sistemas hidráulico y eléctrico son independientes. Estos sistemas controlan algunas partes de las alas (flaps y slats), los alerones y el timón.

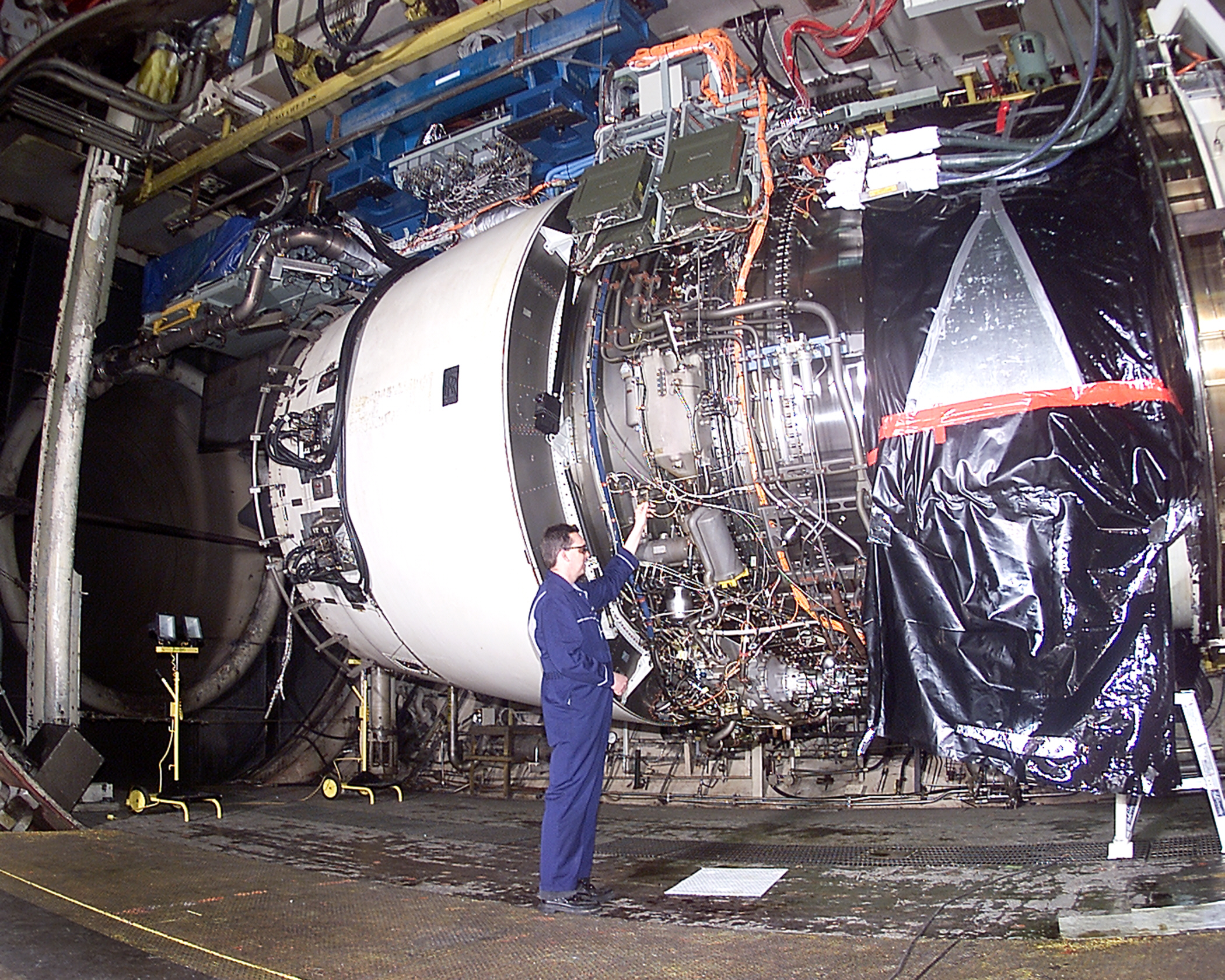
Un motor Trent 900 en pruebas.

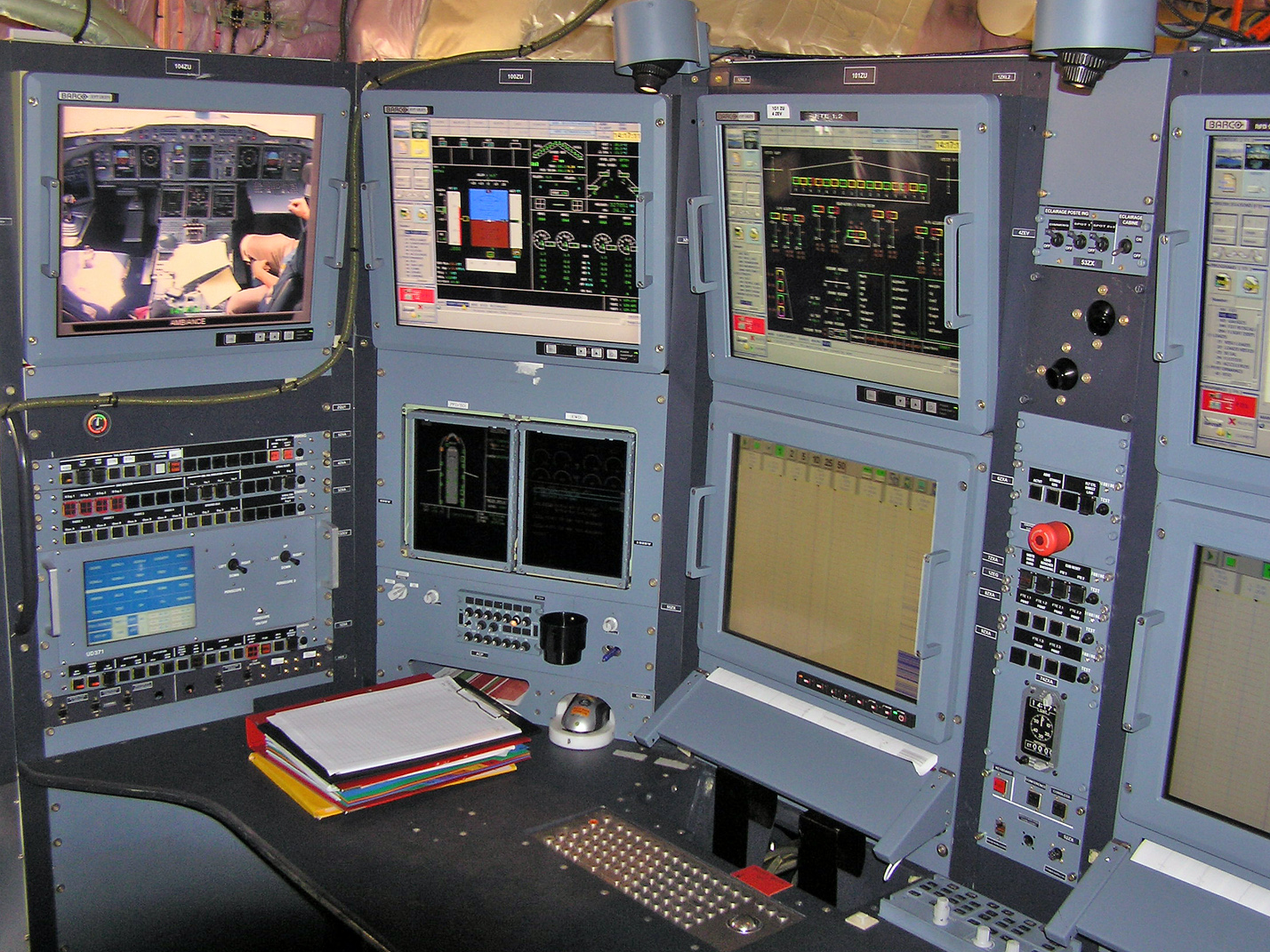
Simulación de un panel de pruebas de vuelo en el Salón Aeronáutico de Farnborough, en 2006.

El sistema hidráulico de 350 barias es una nueva versión del típico sistema hidráulico que se encuentra en la mayoría de aviones, de 210 barias. Este sistema era usado normalmente en aviones militares, pues este tipo de sistema permite reducir el tamaño de tuberías y otros componentes que reducen el peso total. La presión del sistema es ejercida por ocho bombas hidráulicas.
Las tuberías se hacen normalmente de titanio y son parte esencial de la refrigeración del aire de la aeronave y el sistema de regulación de la temperatura del motor. La arquitectura del sistema hidráulico difiere considerablemente de los sistemas estándar de la mayoría de los aviones. Existen sistemas hidráulicos autónomos impulsados eléctricamente que sirven como reserva en caso de problemas en los sistemas principales, lo cual ahorra peso y costes de mantenimiento. El A380 utiliza cuatro generadores eléctricos de 150 kVA. El A380 utiliza cables de aluminio en lugar de cobre para la reducción de peso. El sistema eléctrico está totalmente informatizado y muchos interruptores han sido sustituidos por dispositivos que ayudan a una rebaja extra del peso de la aeronave y un mejor rendimiento y fiabilidad. El A380 cuenta con un sistema de iluminación bulbless. Se emplean bombillas led en la iluminación de la cabina, la zona de carga y otras áreas del fuselaje. Para la iluminación exterior se utilizan bombillas blancas de gran potencia lumínica.

#### Sistemas de aire acondicionado
El A380 de Airbus cuenta con dos aparatos de aire acondicionado (PACK), llamados unidades de generación de aire (UGA). Cuentan con un diseño sencillo y simplificado y su rendimiento es de unos 450 kW, alcanzando el interior del avión un flujo de aire de 2,5 a 2,7 kg/s. El aire es reemplazado cada tres minutos por aire fresco.

#### Sistemas de combustible
Este sistema se dedica a la administración y el control del combustible en cada depósito del avión. Controla la transferencia de queroseno y su cantidad; es capaz de organizar de manera autónoma la distribución del combustible de toda la aeronave, distribuyendo así el peso en las alas según convenga.
Los depósitos de combustible están acoplados a la superestructura del avión; los depósitos se encuentran en las alas, menos el depósito de emergencia, localizado en los planos de cola. Los depósitos de transferencia tienen el objetivo de distribuir el combustible mediante un bombeo que se realiza de manera automática a los depósitos de alimentación; estos depósitos suministran el combustible necesario a los motores y tienen una capacidad de 1000 litros.

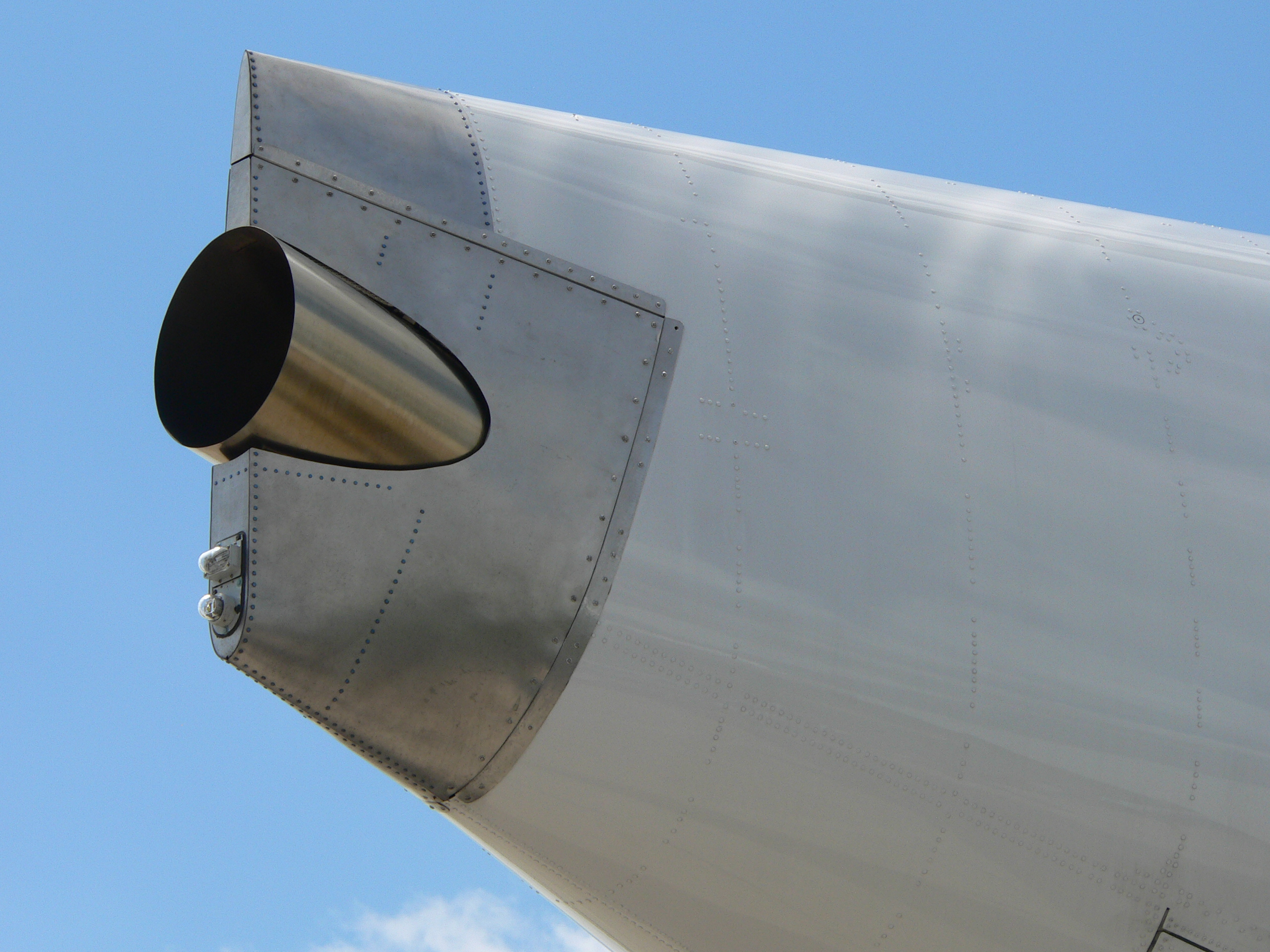
APU situada al final de la cola de un A380.

#### Unidad de energía auxiliar
El A380 está equipado con una unidad de energía auxiliar (en inglés «Auxiliary power unit», APU) fabricada por las empresas Pratt & Whitney Canada y Hamilton Sundstrand; la primera se encarga de la fabricación de la turbina, mientras que Hamilton Sundstrand es responsable de la fabricación del sistema eléctrico.
La APU se localiza en la parte trasera del fuselaje; se utiliza para suministrar energía para todos los sistemas (hidráulico, eléctrico, etc.) cuando los motores principales están apagados. Esta unidad tiene 1300 kW, lo que le convierte en el sistema auxiliar aeronáutico más potente, un 20 % más potente de lo normal; asimismo ofrece 900 kW de energía neumática y puede tener una potencia total de 1,3 MW, suficiente para poder alimentar todo el sistema. El avión y el propio sistema pueden ser conectados a sistemas estacionarios de los aeropuertos para transmisiones de potencia.

## Componentes
··········
 Alemania -  Estados Unidos -  Francia -  Reino Unido

### Electrónica

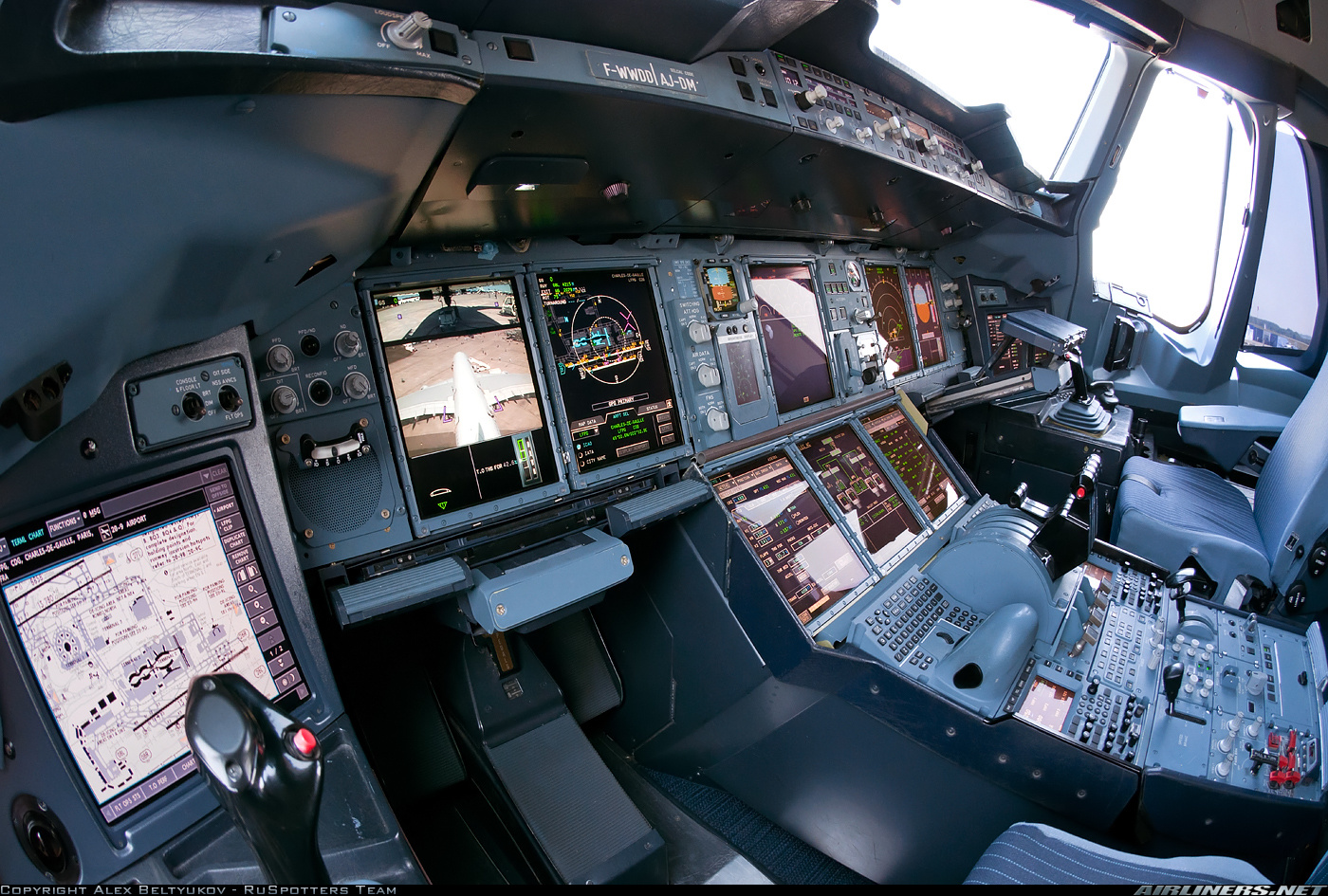
Electronic Flight Instrument System en la cabina de mando.

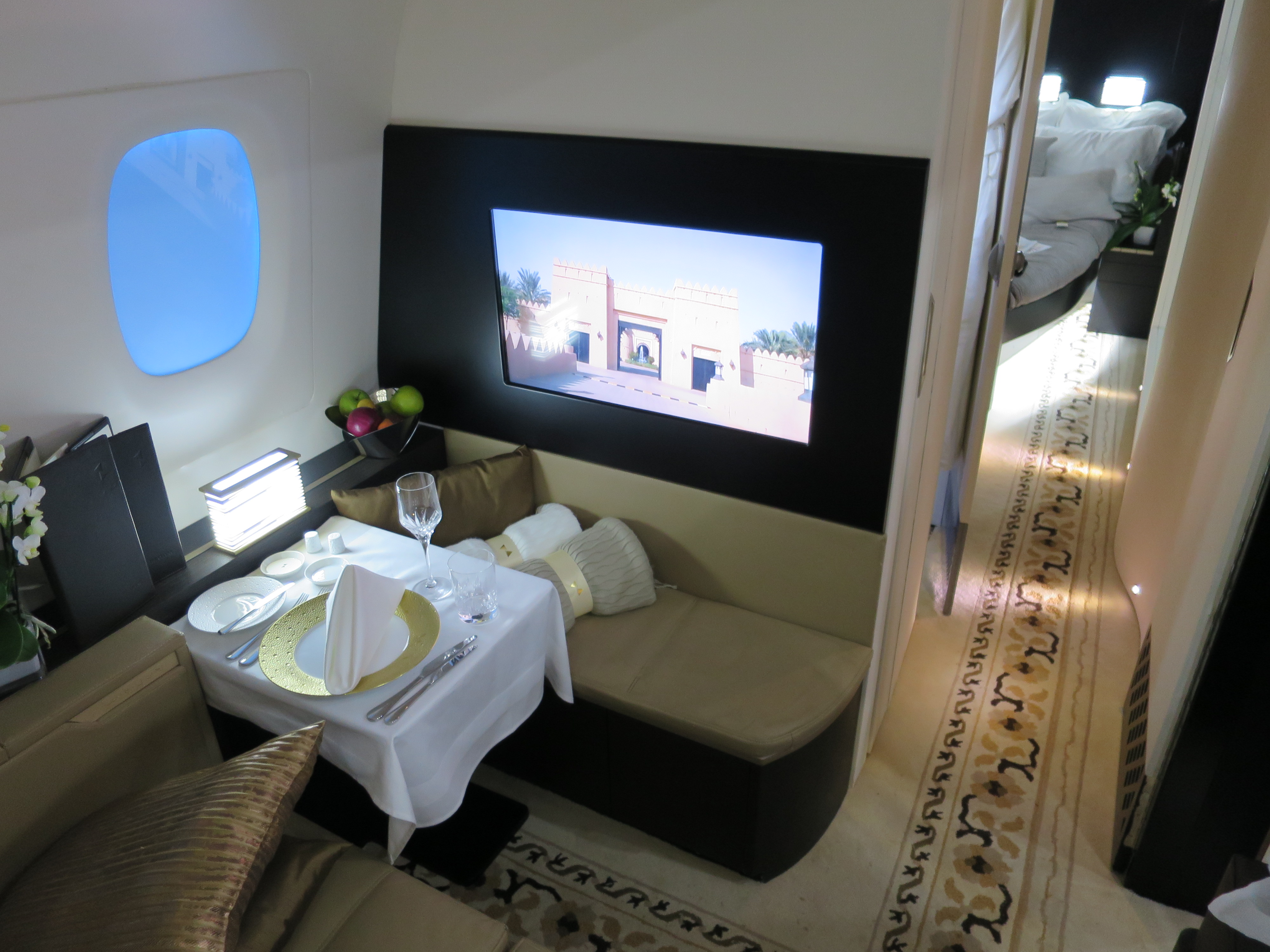
La sala de estar de La Residencia de Etihad Airways.

| Sistema                                            | País                      | Fabricante           | Notas                                            |
| -------------------------------------------------- | ------------------------- | -------------------- | ------------------------------------------------ |
| Entorno de desarrollo basado en modelos            | Bandera de Francia        | Esterel Technologies | SCADE                                            |
| Lenguajes de programación                          |                           |                      | Lustre, Ada                                      |
| Redes de datos                                     |                           |                      | AFDX, TTP/C, ARINC 429, CAN                      |
| Conmutadores AFDX                                  | Bandera de Estados Unidos | Rockwell Collins     | AFDX-3800, 24 puertos                            |
| Sistema de control de vuelo                        |                           |                      | Triple FBW digital. Bucle completamente cerrado. |
| Computadoras primarias de control de vuelo (PRIM)  | Bandera de Francia        | Thales AVS Francia   | 3                                                |
| CPUs de las PRIM                                   | Bandera de Estados Unidos | Freescale            | PowerPC G3 755 66-98MHz                          |
| ADIRUs                                             | Bandera de Estados Unidos | Honeywell            | 3                                                |
| Sensores inteligentes multifunción                 | Bandera de Estados Unidos | Goodrich Corporation | 3 × SmartProbe                                   |
| Computadoras secundarias de control de vuelo (SEC) | Bandera de Alemania       | Diehl Aerospace GmbH | 3                                                |
| CPUs de las SEC                                    | Bandera de Estados Unidos | Analog Devices       | SHARC 40Mhz                                      |
| Radar meteorológico                                | Bandera de Estados Unidos | Honeywell            | AESS                                             |
| TAWS                                               | Bandera de Estados Unidos | Honeywell            | AESS                                             |
| ROPS+ (opción 2009)                                | Bandera de Francia        | Airbus               |                                                  |
| ATSAW                                              | Bandera de Estados Unidos | Honeywell            | AESS                                             |
| ACAS II                                            | Bandera de Estados Unidos | Honeywell            | AESS                                             |
| Transpondedor                                      | Bandera de Estados Unidos | Honeywell            | ISP-80A.1                                        |
| Sistemas de gestión de vuelo (FMS)                 | Bandera de Estados Unidos | Honeywell            | 2                                                |
| Computadoras de gestión de vuelo (FMC)             | Bandera de Estados Unidos | Honeywell            | 3. Una de respaldo                               |
| CPUs de las FMC                                    | Bandera de Estados Unidos | Honeywell            | 29KII                                            |

### Propulsión

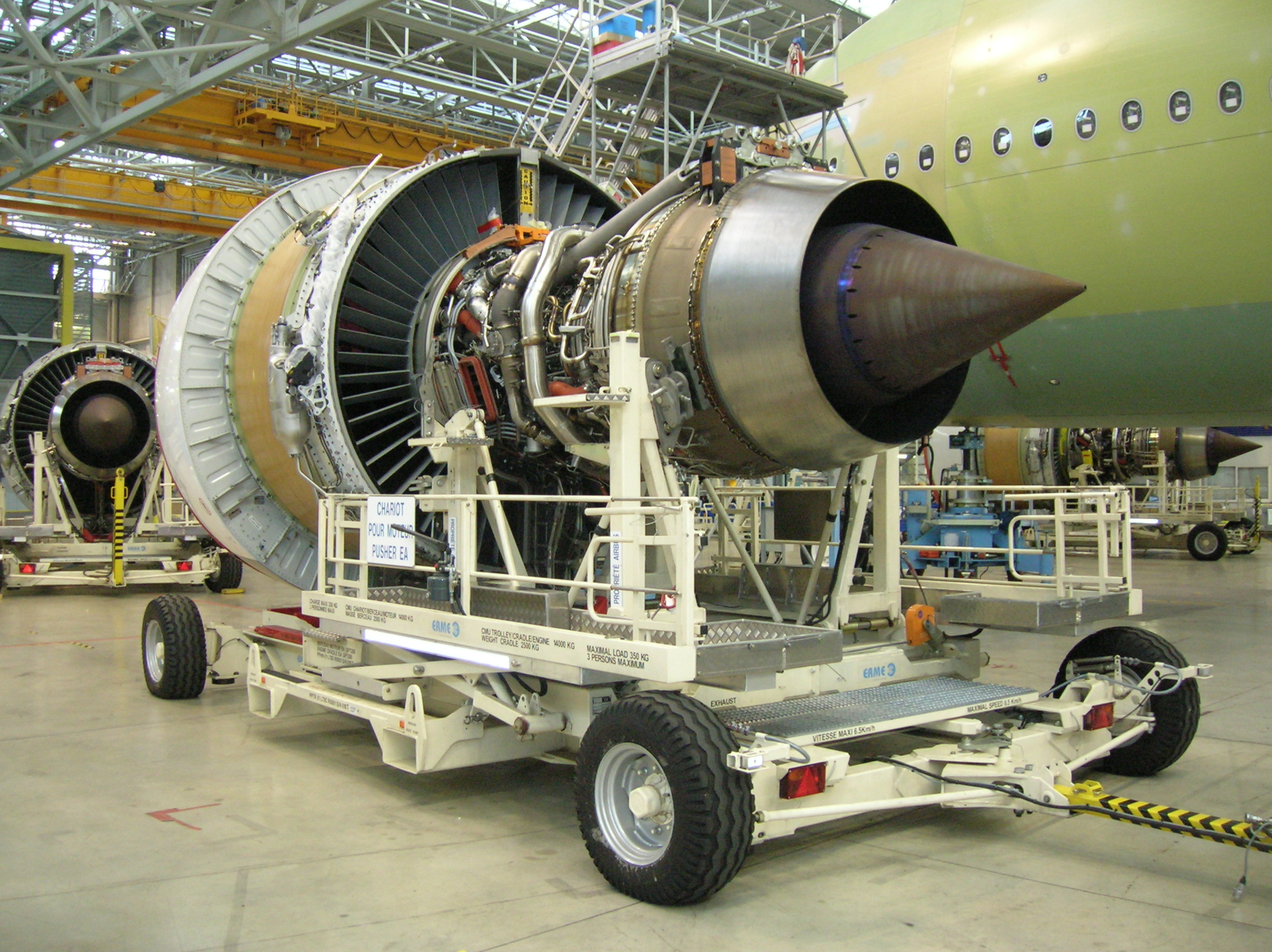
Motor Engine Alliance GP7270 esperando a ser instalado.

| Sistema                                                        | País                      | Fabricante           | Notas               |
| -------------------------------------------------------------- | ------------------------- | -------------------- | ------------------- |
| Entorno de diseño basado en modelos del sistema de combustible | Bandera de Estados Unidos | MathWorks            | MATLAB              |
| Lenguajes de programación del sistema de combustible           | Bandera de Estados Unidos | MathWorks            | Simulink, Stateflow |
| Motor (opción)                                                 | Bandera del Reino Unido   | Rolls-Royce Holdings | 4 × Trent 900       |
| Motor (opción)                                                 | Bandera de Estados Unidos | Engine Alliance      | 4 × GP7270          |

## Variantes

### A380-700
Con el lanzamiento del Airbus A380, Airbus quiso centrarse en la expansión de línea de este producto, dando lugar al desarrollo de numerosas variables. El A380-700, anteriormente conocido como A3XX-50R, fue una variante de diseño más pequeña que la versión estándar del modelo, la A380‑800. Tiene 67,9 metros de largo, algo más corto que el A380-800. Con un máximo de 481 pasajeros y un alcance máximo de alrededor de 16 200 kilómetros se situaría por sus características entre el A380-800 y el Boeing 747. Ninguna compañía aérea se interesó en adquirir el modelo entre otros por encontrarse en el mismo segmento de mercado que el 747 y tener unos costes estructurales mucho más elevados que este.

### A380-800 (mejoras)

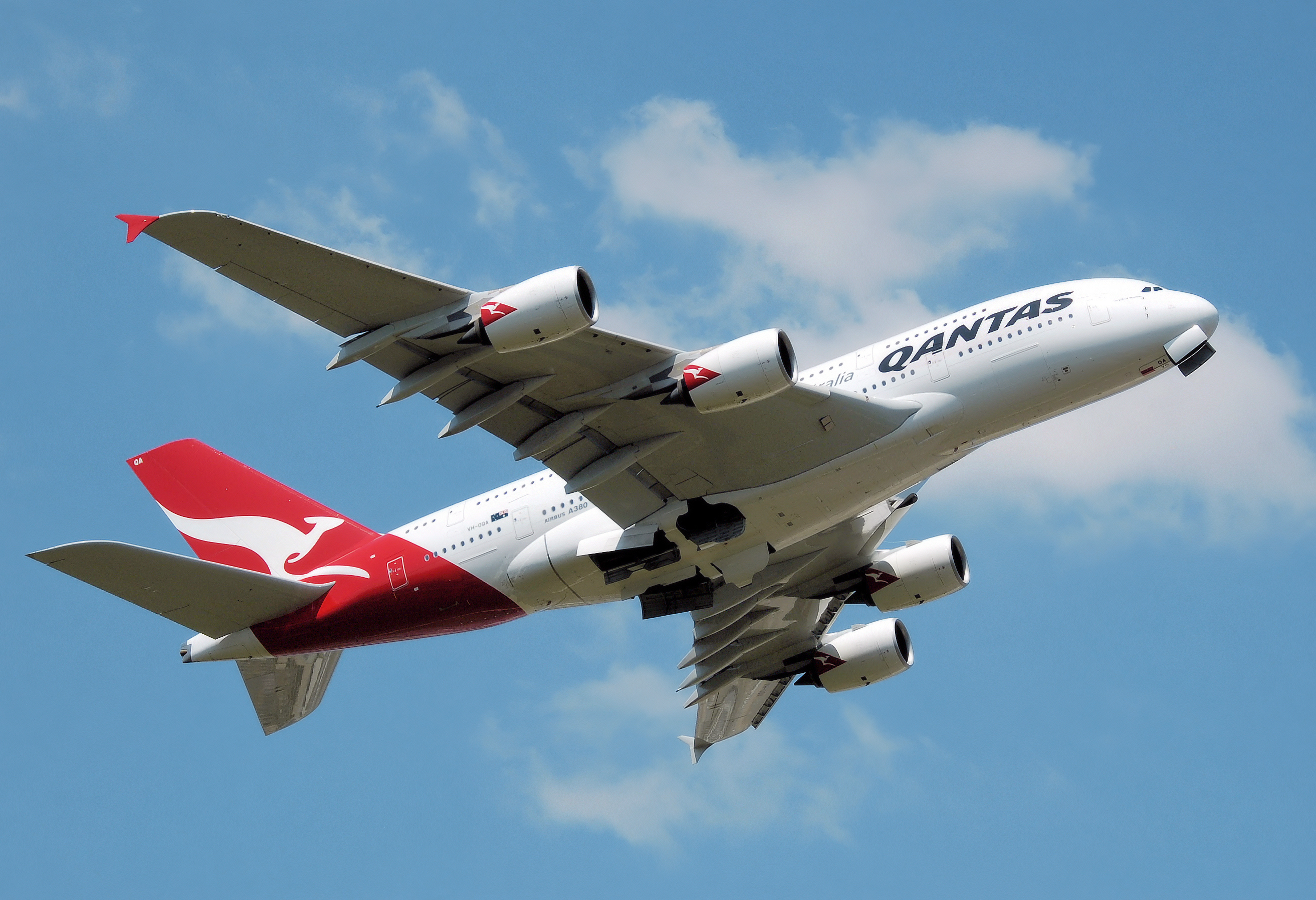
Un Airbus A380 de Qantas despega del aeropuerto de Londres-Heathrow.

Airbus tenía pensado ofrecer un nuevo modelo de una versión ya existente, la A380-800, y empezó a ofrecer un A380-800 de mayor capacidad desde 2013. Entre las mejoras estaba la opción de aumentar el peso máximo, proporcionando así una mayor capacidad de carga y rendimiento. Esta versión nació con el fin de competir con la última versión del Boeing 747, el 747-8I, que incrementa su peso máximo en el despegue en 4 toneladas, hasta las 573 t.
Los aumentos en la capacidad eran posibles gracias a la eliminación y optimización de las cargas de vuelo. British Airways y Emirates Airlines fueron los primeros clientes en solicitar el nuevo aparato. Vietnam Airlines también mostró interés en la compra de esta nueva versión.

### A380-900

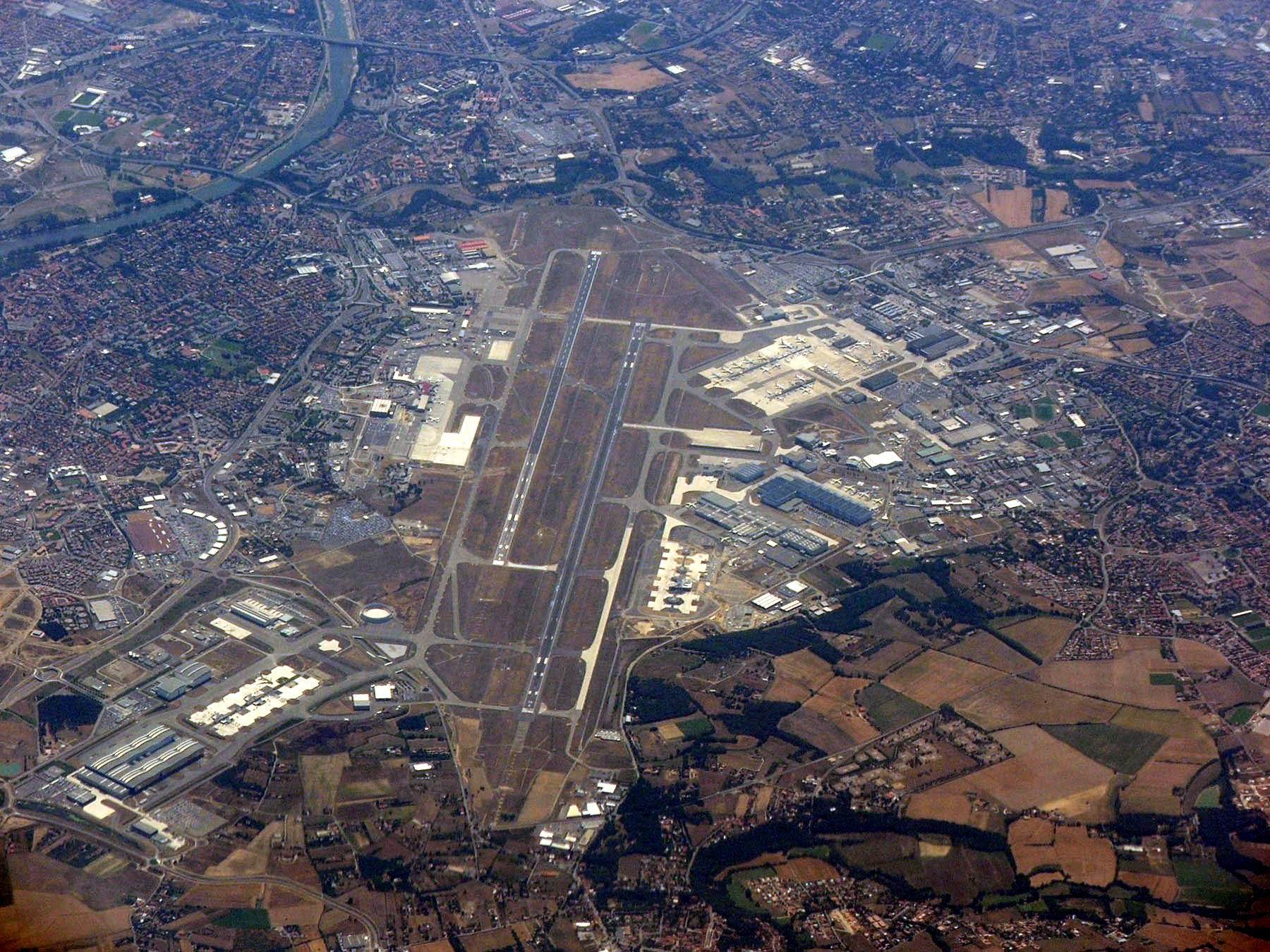
Instalaciones de Airbus cerca del aeropuerto de Toulouse-Blagnac.

En noviembre de 2007 el jefe de operaciones de Airbus, John Leahy, anunció los planes para el desarrollo de una nueva versión del A380, el A380-900, que será ligeramente más larga (de 73 metros a 79,4 metros) que su antecesora, y se convertirá en el avión más largo del mundo, por encima del nuevo Boeing 747-8. Esta versión tendrá una capacidad de 650 pasajeros en configuración estándar y un máximo de 900 en versión económica.
En mayo de 2010, Airbus anunció que la producción del A380-900 sería pospuesta hasta que la producción del A380-800 se haya estabilizado. Varias compañías mostraron interés en la adquisición de esta nueva variante, como Emirates Airlines, Virgin Atlantic, Cathay Pacific, Lufthansa, Air France y Kingfisher Airlines.
El 11 de diciembre de 2014, en el foro anual Airbus Investor Day, el CEO de Airbus pronunció un polémico anuncio en el que decía: «un día nosotros lanzaremos el A380neo y otro día un A380 ampliado». Este anuncio se debió a la especulación desatada por el director financiero de Airbus, Harald Wilhelm, quien había achacado «la escasa demanda a que el A380 estaba adelantado a su tiempo».
El 15 de junio de 2015, John Leathy, director de operaciones para los clientes de Airbus, indicó que Airbus estaba revisando el programa A380-900 de nuevo. El concepto de A380-900 que maneja la compañía tendría 50 plazas más que el A380-800, en lugar de las 100 plazas adicionales previstas en un principio. El estiramiento de la variante necesitaría de nuevos motores, y según Flighglobal el A380-900 aprovecharía mejor el diseño alar del A380.

#### A380neo
El 19 de julio de 2015, el CEO de Airbus, Fabrice Brégier, confirmó que la compañía construiría una nueva versión del A380 con nuevas y mejoradas alas y motores. Las especulaciones sobre el desarrollo de una nueva variante, denominada «Airbus A380neo», se habían estado sucediendo en los meses previos, cuando la compañía consideraba poner fin a la producción del aparato antes de 2018 o desarrollar una nueva variante. Más tarde se supo que Airbus barajaba la posibilidad de alargar la producción del A380 y desarrollar el A380-900 con una nueva versión del motor, es decir, el A380neo. 

### A380-800F (versión carguero)
Airbus aceptó en un principio los pedidos de la versión de carga. Esta versión ofrecería la segunda capacidad útil más grande del mundo, solo superada por el Antonov An-225. Sin embargo, la producción fue suspendida, al igual que los pedidos; Airbus no dio fecha para el inicio de la producción.

### Otras variantes
Existen otras versiones actualmente canceladas o en estudio del A380. Entre las versiones aún en estudio destaca la versión A380-900S cuya configuración le permitiría poder transportar más de 1000 pasajeros; esta versión podría entrar en producción alrededor de 2020. Otras variantes como la -800C, la -800S o la -800R se encuentran en este momento canceladas o paralizadas sin conocerse sus características exactas.

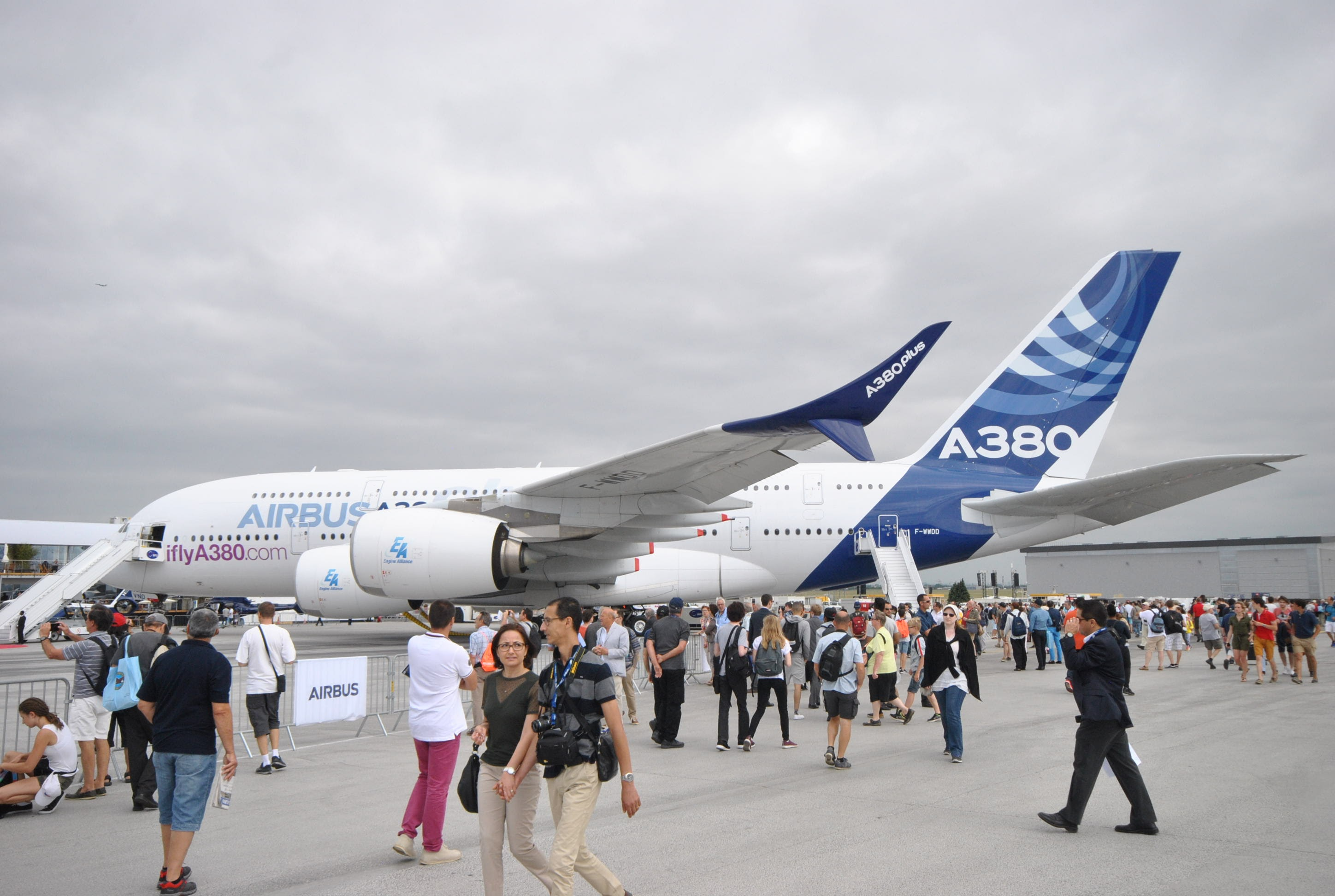
A380 Plus en el Paris Air Show 2017.

### A380 Plus
En el Paris Air Show 2017, Airbus presentó una nueva variante del A380 denominada «A380 Plus» la cual incluye mejoras como los nuevos tipos de winglets, un mejorado programa de mantenimiento, cambios en la cabina de pasajeros lo que permite acomodar hasta 11 personas en una misma fila, en clase económica y hasta 10 asientos en clase business, otro cambio sería las escaleras tanto frontales como las de la cola del avión llegando a poder adquirir espacio para 80 plazas más. Otra de las mejoras es el aumento del peso máximo de despegue, ascendiendo a 578 toneladas (3 más que el modelo actual) todo esto para poder cargar el combustible necesario para transportar a 80 pasajeros más sin cambiar el rango que tiene o volar 550 km más sin tener esos 80 pasajeros adicionales. Todos estos cambios generarían según la empresa un 13 % menos de coste por asiento ofreciendo unos grandes beneficios a las aerolíneas.

## Operadores del A380

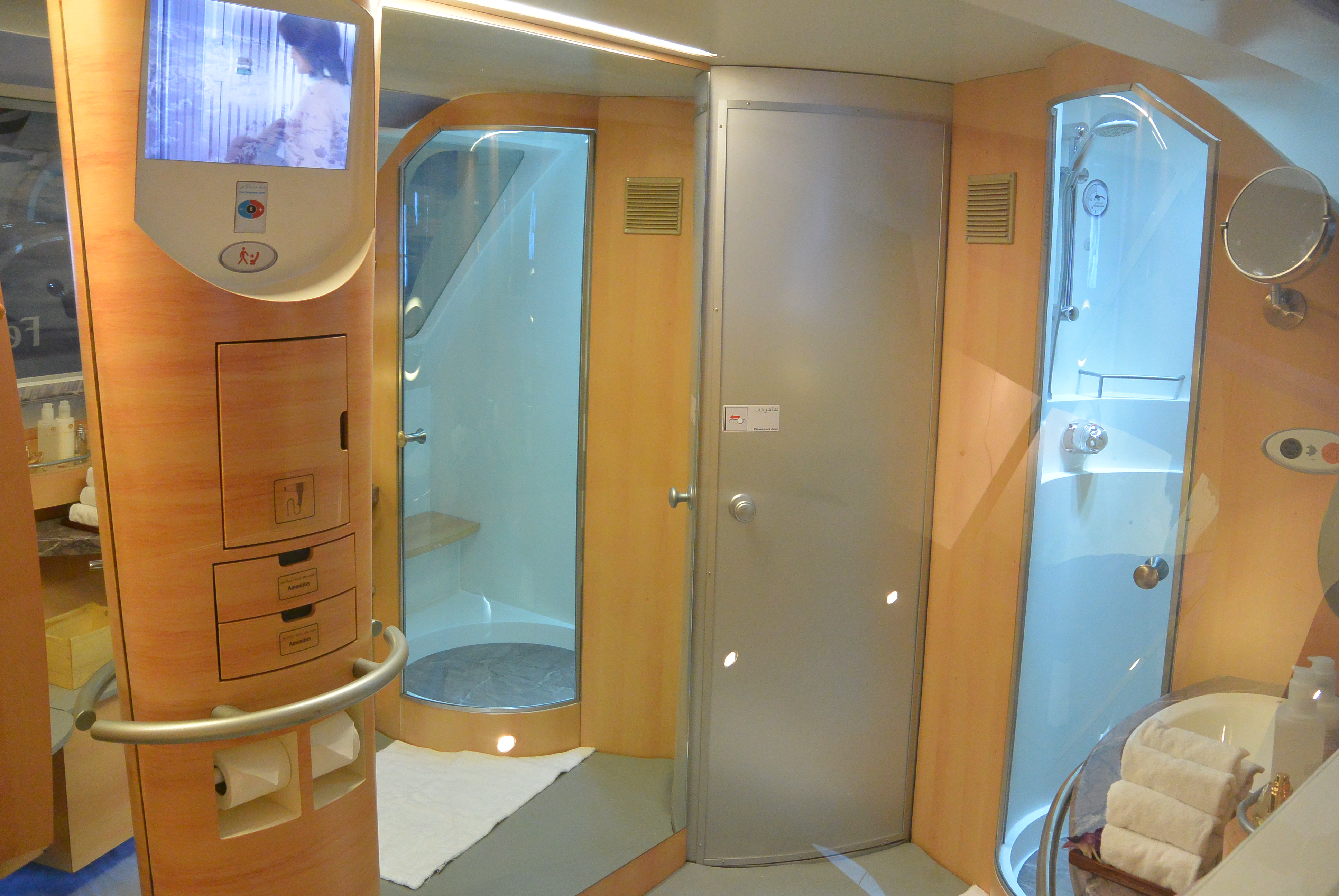
Ducha y Spa a bordo de Emirates. Etihad también tiene duchas en Primera y La Residencia.

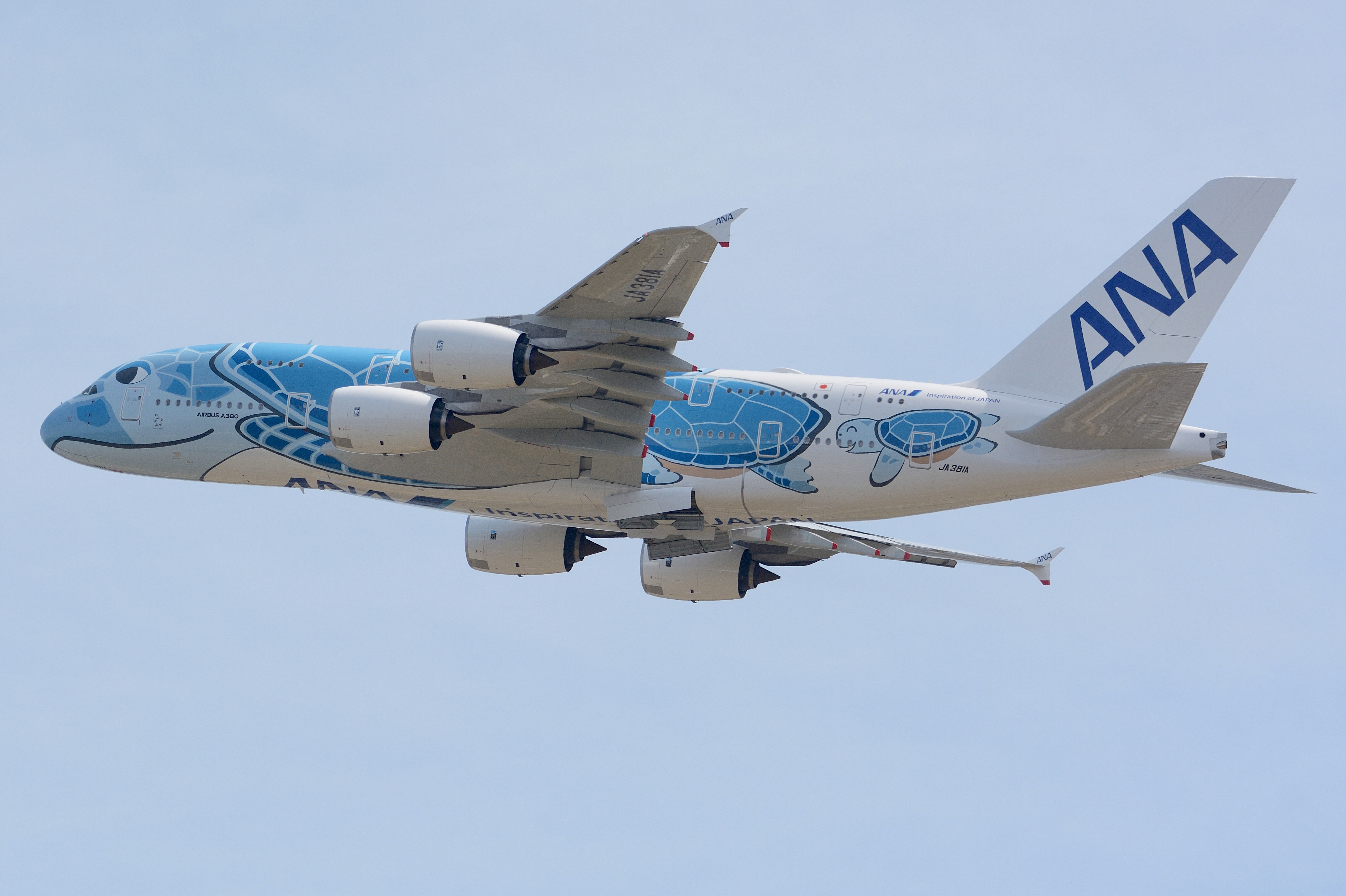
La primera de las tres tortugas marinas voladoras de ANA.

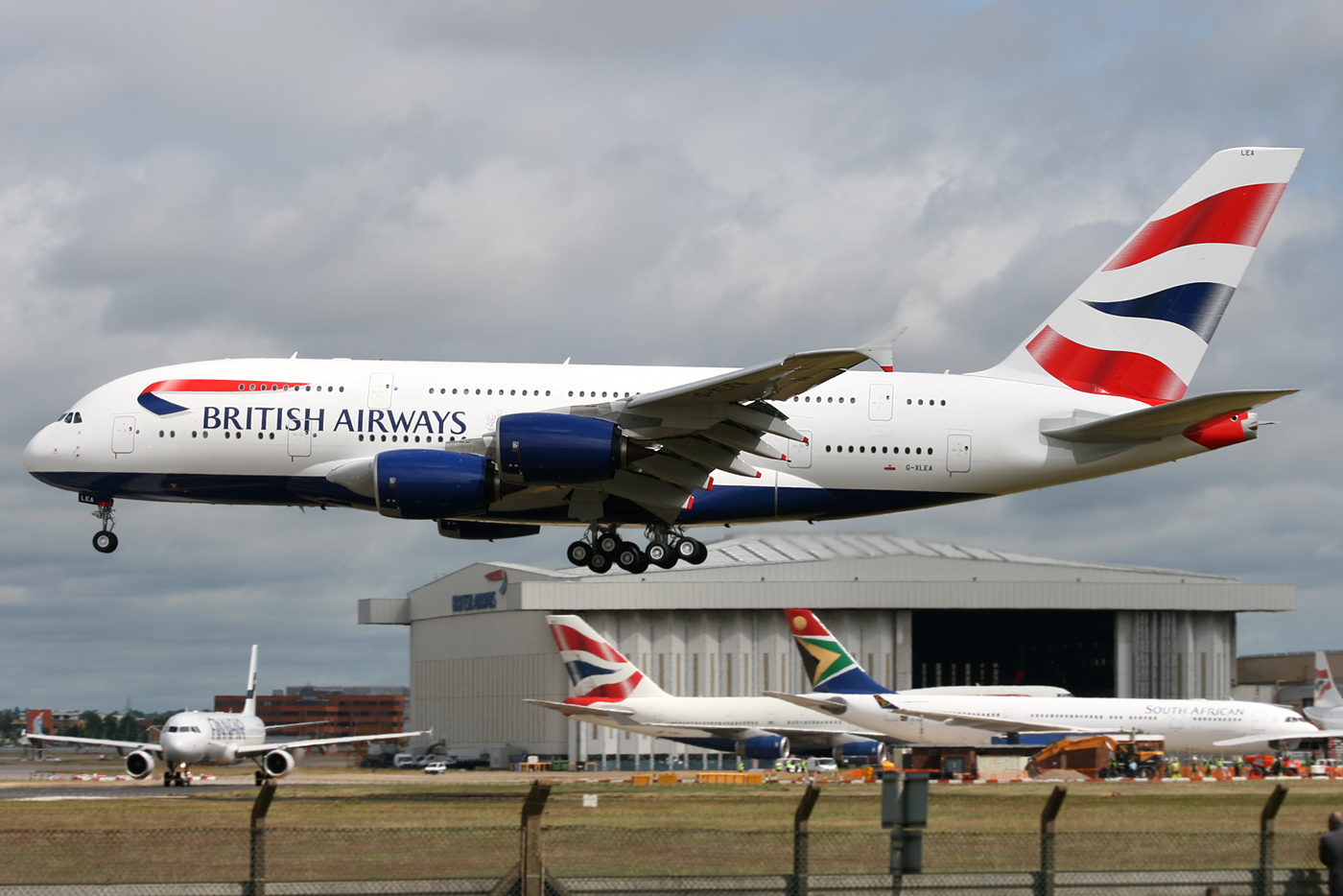
Vuelo en entrega de un A380 a British Airways aterrizando en el aeropuerto de Heathrow

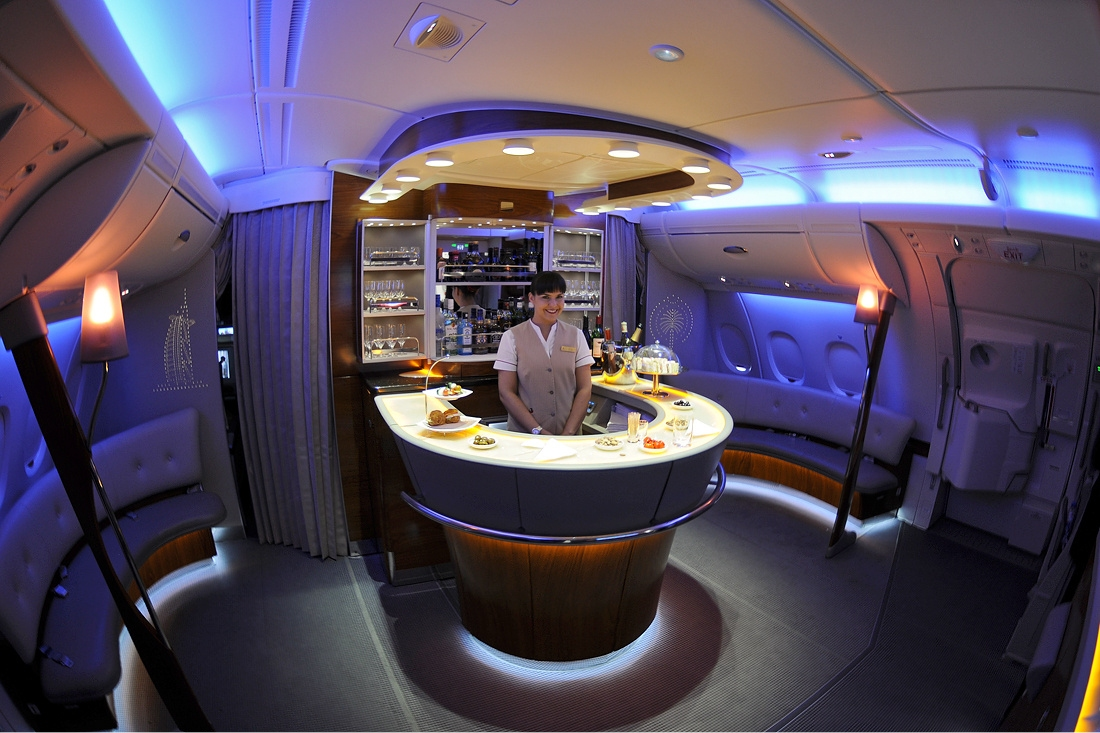
Lounge y Bar a bordo de Emirates. Etihad y Qatar Airways también tienen.

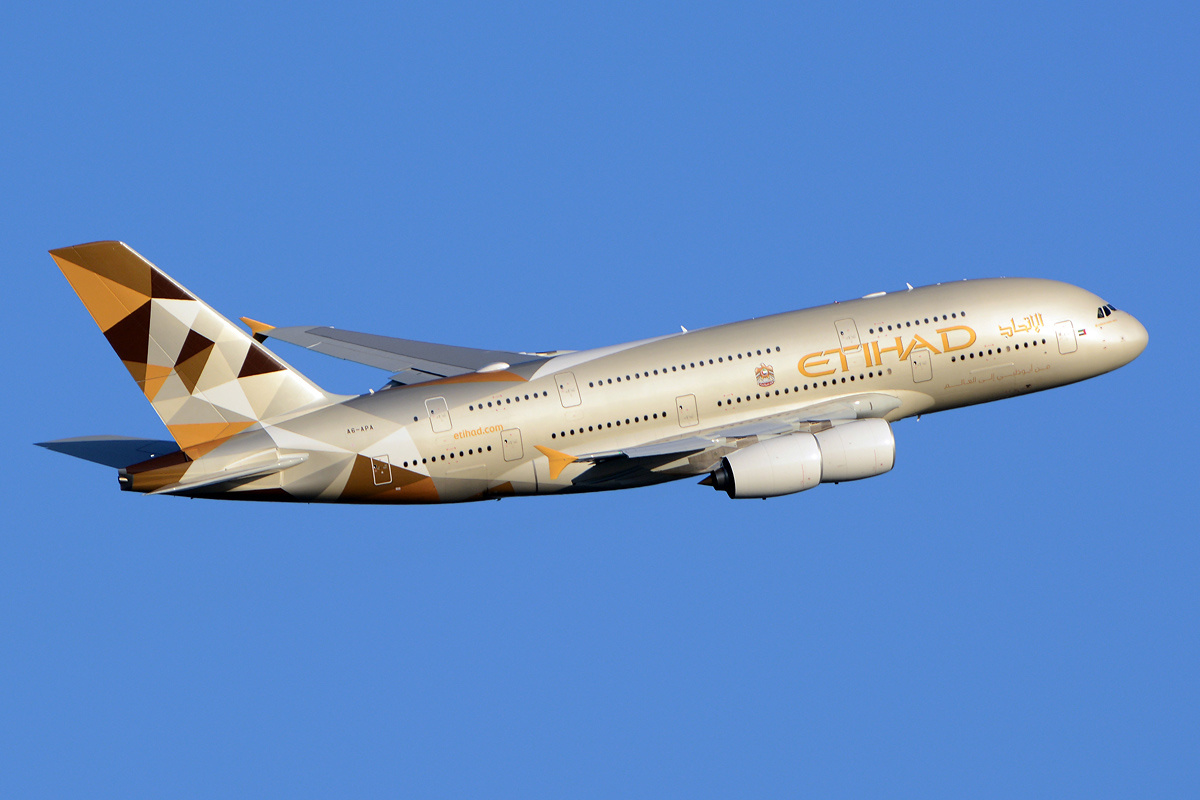
Airbus A380 de Etihad Airways

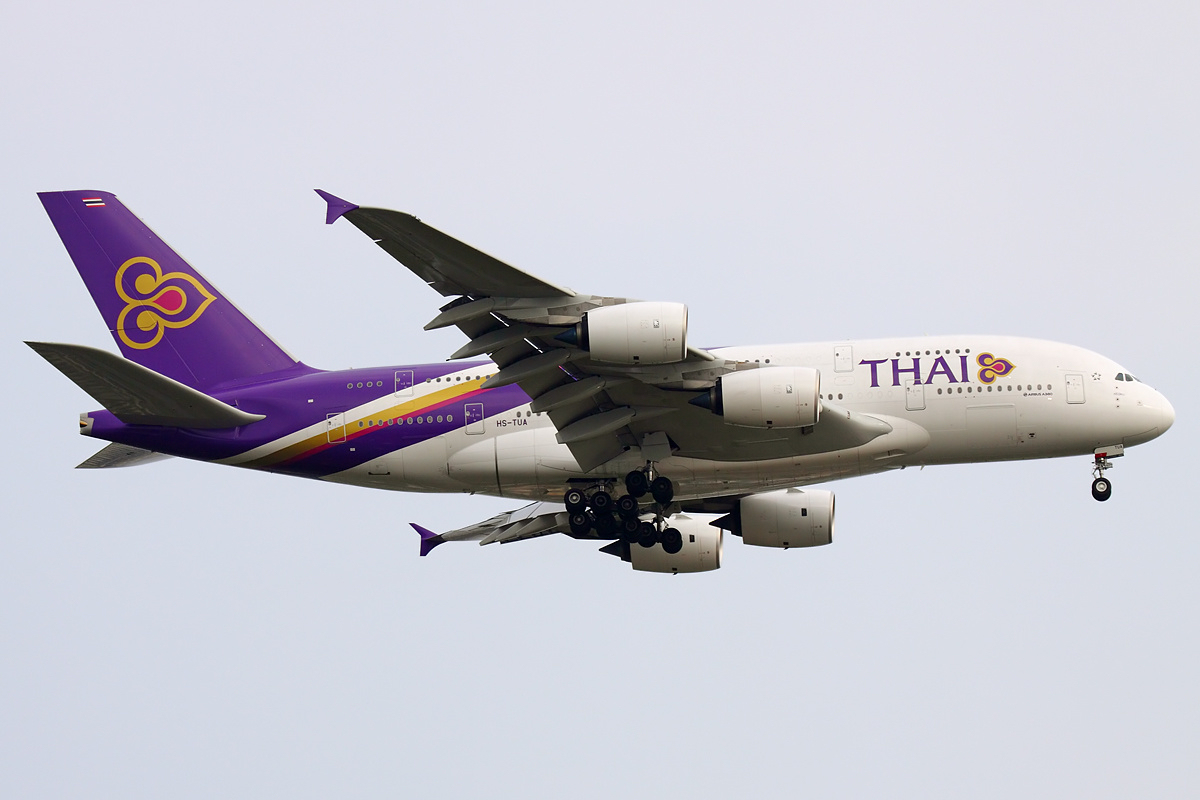
Airbus A380 de Thai Airways.

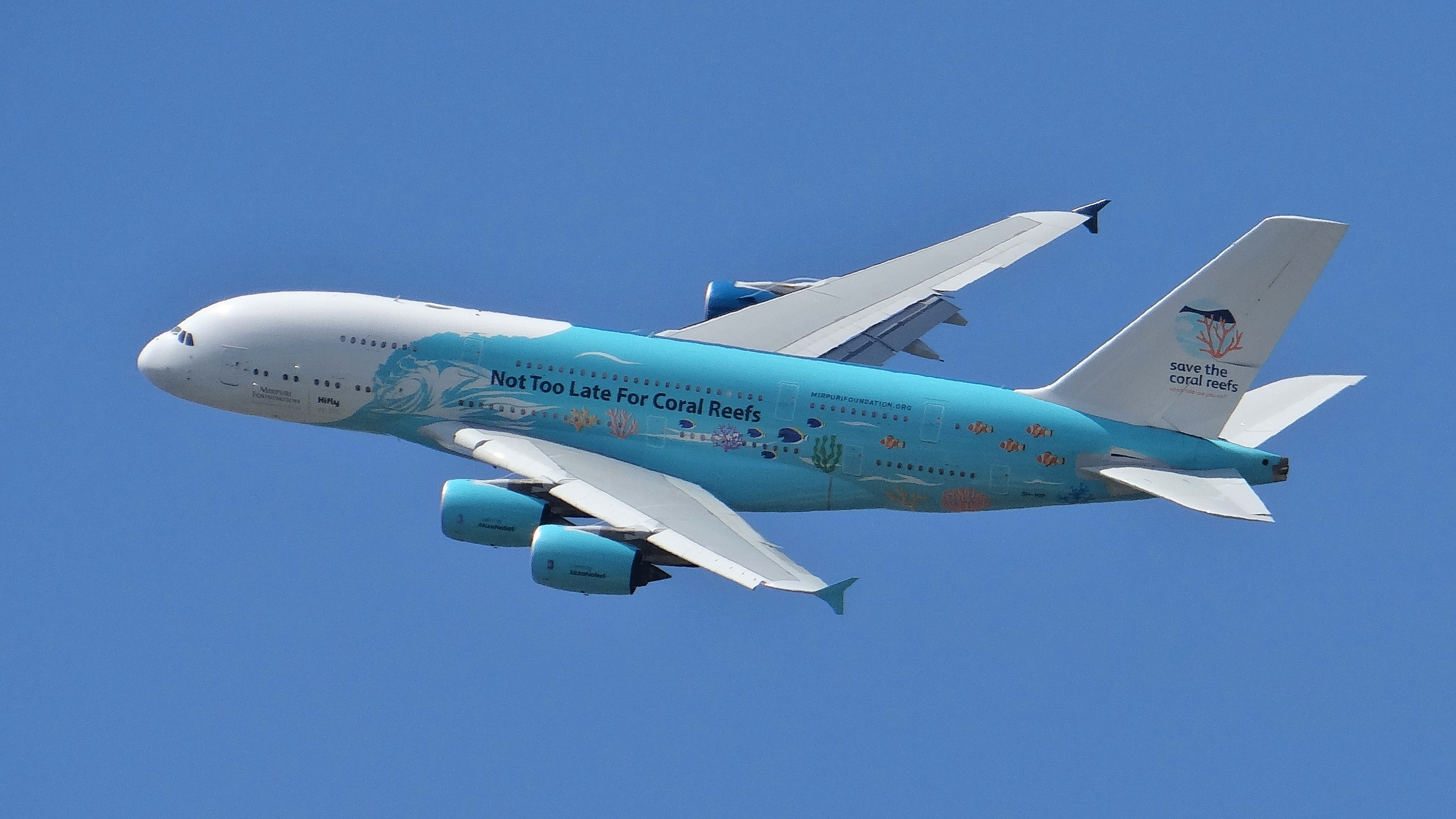
Airbus A380 de Hi Fly Malta.

A 10 de abril de 2017, trece compañías estaban operando el Airbus A380 en sus distintas variantes. Además hay que añadir Airbus Industries que tiene 2 unidades. Emirates Airlines es actualmente la aerolínea con más A380 en servicio y con más pedidos. Actualmente la ruta más corta que cubre un A380 se realiza entre Dubái y Yeda, con un tiempo de vuelo de menos de 3 horas, aunque durante un breve periodo de tiempo —verano de 2010—, Air France usó uno de sus A380 para cubrir la ruta París-Londres.
El 24 de mayo de 2011, Korean Air recibió su primer Airbus A380 de un total de 10 en una ceremonia especial celebrada en Airbus, Toulouse. Desde su centro de operaciones en Seúl, Korean Air opera el A380 hacia destinos en Asia, América del Norte y Europa en rutas sin escala. Korean Air eligió una espaciosa configuración de cabina para su flota de A380, con capacidad para 407 pasajeros distribuidos en tres clases. Además, los aviones cuentan con la primicia de un espacio donde se expondrán los artículos libres de impuestos, así como un bar y un salón en el puente superior para pasajeros de clase premium.
China Southern recibió su primer avión A380 el 14 de octubre de 2011 durante una ceremonia celebrada en el Centro de Entrega de Airbus en Toulouse, Francia. El presidente y CEO de Airbus Tom Enders entregó la primera de las cinco aeronaves encargadas por la aerolínea a su presidente Si Xianmin.
China Southern Airlines se convierte así en el primer operador del avión en China, y el séptimo a nivel mundial. La aeronave, que dispone de motores Rolls-Royce Trent 900, será empleada inicialmente en rutas nacionales entre las ciudades de Pekín, Shanghái y Guangzhou. Más adelante, la aerolínea hará uso de los A380 para sus vuelos internacionales. 
En marzo de 2019, All Nippon Airways recibió el primero de sus tres A380 pintados como tortugas marinas de diferentes colores. Vuelan normalmente entre Tokio-Narita y Honolulu.
En octubre de 2021, Emirates anunció que recibiría el último A380 en diciembre de 2021 finalizándose así su producción.
En la siguiente tabla se muestran las compañías aéreas que operan el A380 y desde cuando (no se incluyen las compañías que solo han realizado pedidos):
| Aerolíneas         | Fecha de entrada en servicio | n.º | Notas                                                                     |
| ------------------ | ---------------------------- | --- | ------------------------------------------------------------------------- |
| Singapore Airlines | 25 de octubre de 2007        | 12  | Servicio retomado. 4 de preserie desmantelados para partes (3 alquilados) |
| Emirates           | 1 de agosto de 2008          | 119 | Servicio retomado. 1 de preserie desmantelado para partes                 |
| Qantas             | 20 de octubre de 2008        | 12  | En servicio                                                               |
| Lufthansa          | junio de 2010                | 8   | En servicio                                                               |
| Korean Air         | 24 de mayo de 2011           | 10  | En servicio parcial                                                       |
| British Airways    | 2 de agosto de 2013          | 12  | En servicio                                                               |
| Asiana Airlines    | 13 de junio de 2014          | 6   | En servicio parcial                                                       |
| Qatar Airways      | 10 de octubre de 2014        | 10  | En servicio                                                               |
| Etihad Airways     | 27 de diciembre de 2014      | 4   | Almacenados. Retorno si hay demanda.                                      |
| All Nippon Airways | 2019                         | 3   | En servicio                                                               |

### Antiguos operadores

#### Asia
China
- China Southern Airlines (5) [180]

 Malasia
- Malaysia Airlines (6) [181]

 Tailandia
- Thai Airways (6) [182]

#### Europa
Francia
- Air France (10),[183] retornados a los arrendadores (2 de serie desmantelados para partes)

 Malta
- Hi Fly Malta (1),[184] de preserie ex-Singapore Airlines retornado al arrendador

## Pedidos y entregas
Hasta el momento dieciocho clientes distintos han encargado el A380, incluyendo el pedido particular del príncipe saudí Al Waleed Bin Talal de una versión vip.

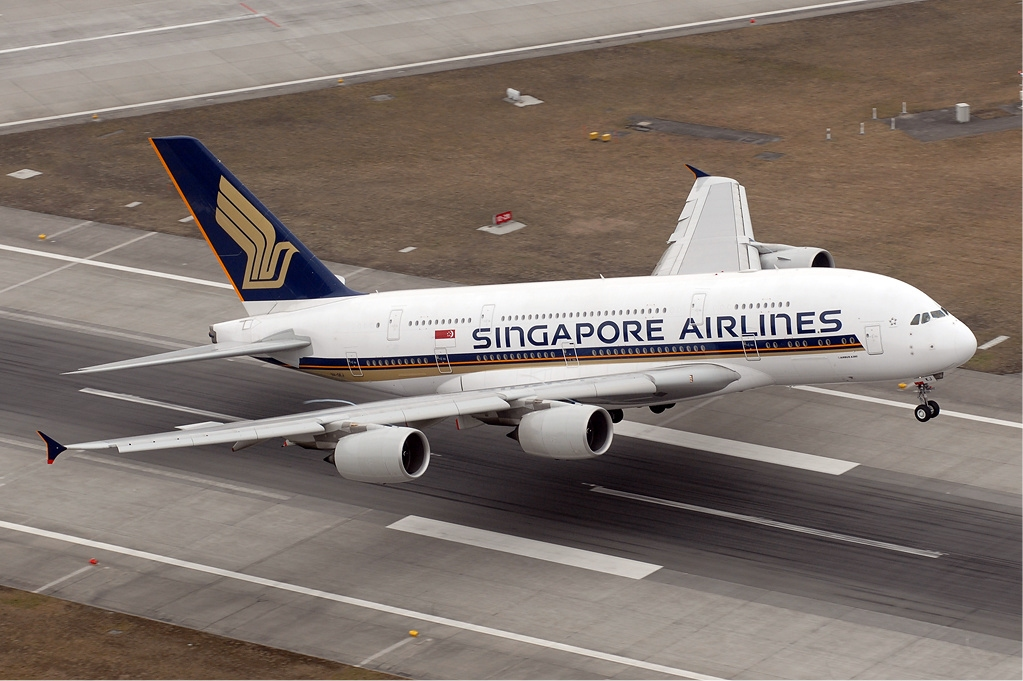
Singapore Airlines fue la primera compañía en utilizar el A380.

El total de pedidos a 20 de enero de 2018 ascendía a 337 aeronaves. El principal cliente es la aerolínea Emirates Airlines, que ha encargado 120 aviones (el 35 % del total), con otros 16 en opción.
La versión de carga recibió 27 pedidos, todos cancelados en 2006 y 2007, sin que llegase por tanto a fabricarse ninguno.
En 2010, Airbus hizo 19 entregas; realizándose las mismas en las instalaciones que la compañía tiene en Hamburgo para los clientes europeos o provenientes de Oriente Medio, mientras que a los clientes del resto del mundo se les hace entrega de los aparatos en las instalaciones de Toulouse. En los cinco años siguientes, entre 2011 y 2015, se entregaron un total de 135 aeronaves, sin embargo, durante ese periodo apenas se ordenaron 85 nuevos A380.[cita requerida]
|          |           | 2001 | 2002 | 2003 | 2004 | 2005 | 2006 | 2007 | 2008 | 2009 | 2010 | 2011 | 2012 | 2013 | 2014 | 2015 | 2016 | 2017 | 2018 | 2019 | 2020 | 2021 | Total |
| -------- | --------- | ---- | ---- | ---- | ---- | ---- | ---- | ---- | ---- | ---- | ---- | ---- | ---- | ---- | ---- | ---- | ---- | ---- | ---- | ---- | ---- | ---- | ----- |
| Pedidos  | A380‑800  | 78   | 0    | 34   | 10   | 10   | 24   | 33   | 9    | 4    | 32   | 19   | 9    | 42   | 13   | 2    | 0    | -2   | 4    | -70  | –    | –    | 251   |
| Pedidos  | A380‑800F | 7    | 10   | 0    | 0    | 10   | -17  | -10  | 0    | 0    | 0    | 0    | 0    | 0    | 0    | 0    | 0    | 0    | 0    | 0    | 0    | 0    | 0     |
| Entregas | A380-800  | 0    | 0    | 0    | 0    | 0    | 0    | 1    | 12   | 10   | 18   | 26   | 30   | 25   | 30   | 27   | 28   | 15   | 12   | 8    | 4    | 5    | 251   |

Pedidos y entregas acumuladas

### Potencial de ventas en los próximos años

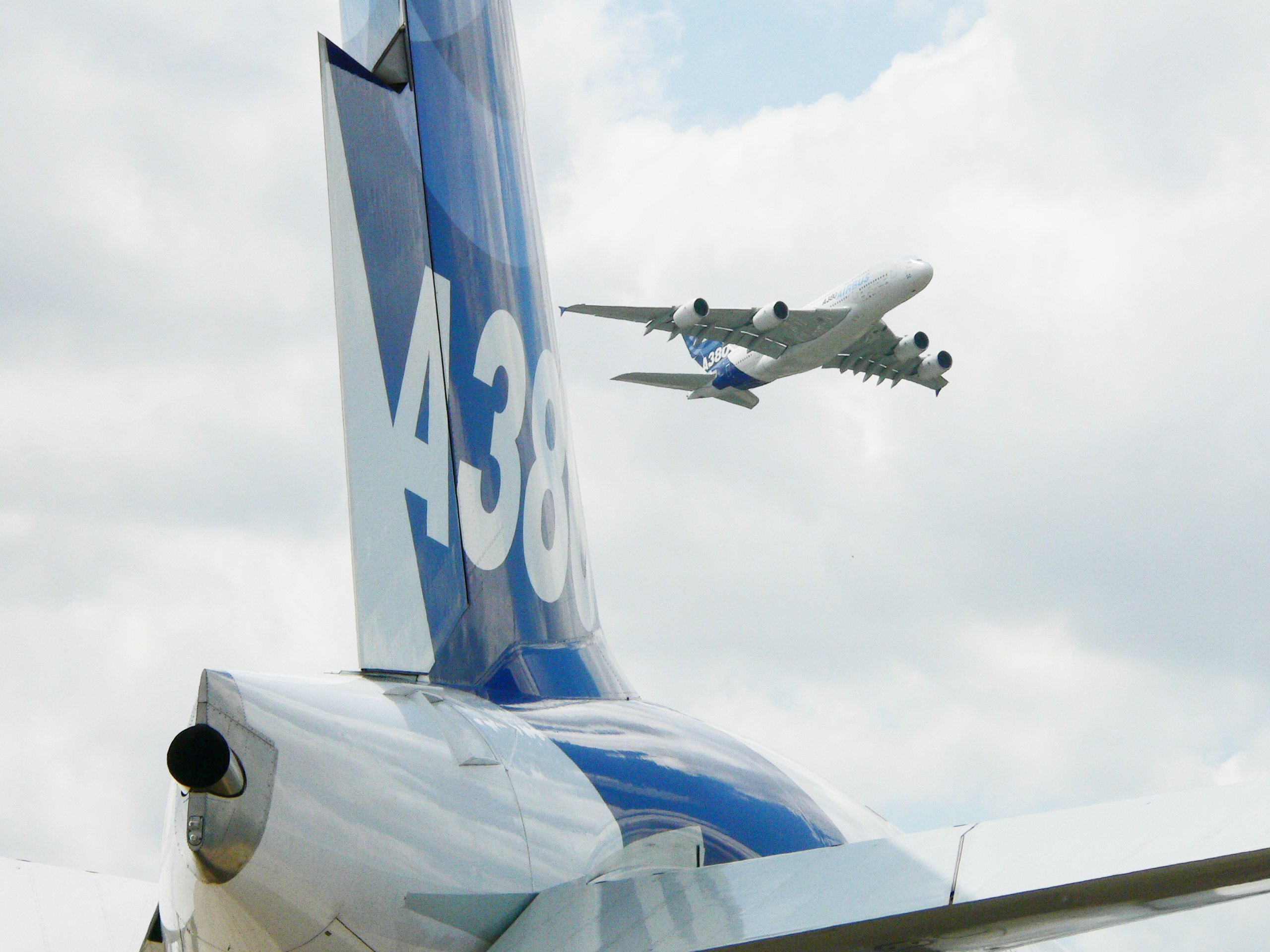
Dos Airbus A380, uno en tierra y otro sobrevolando la pista de despegue.

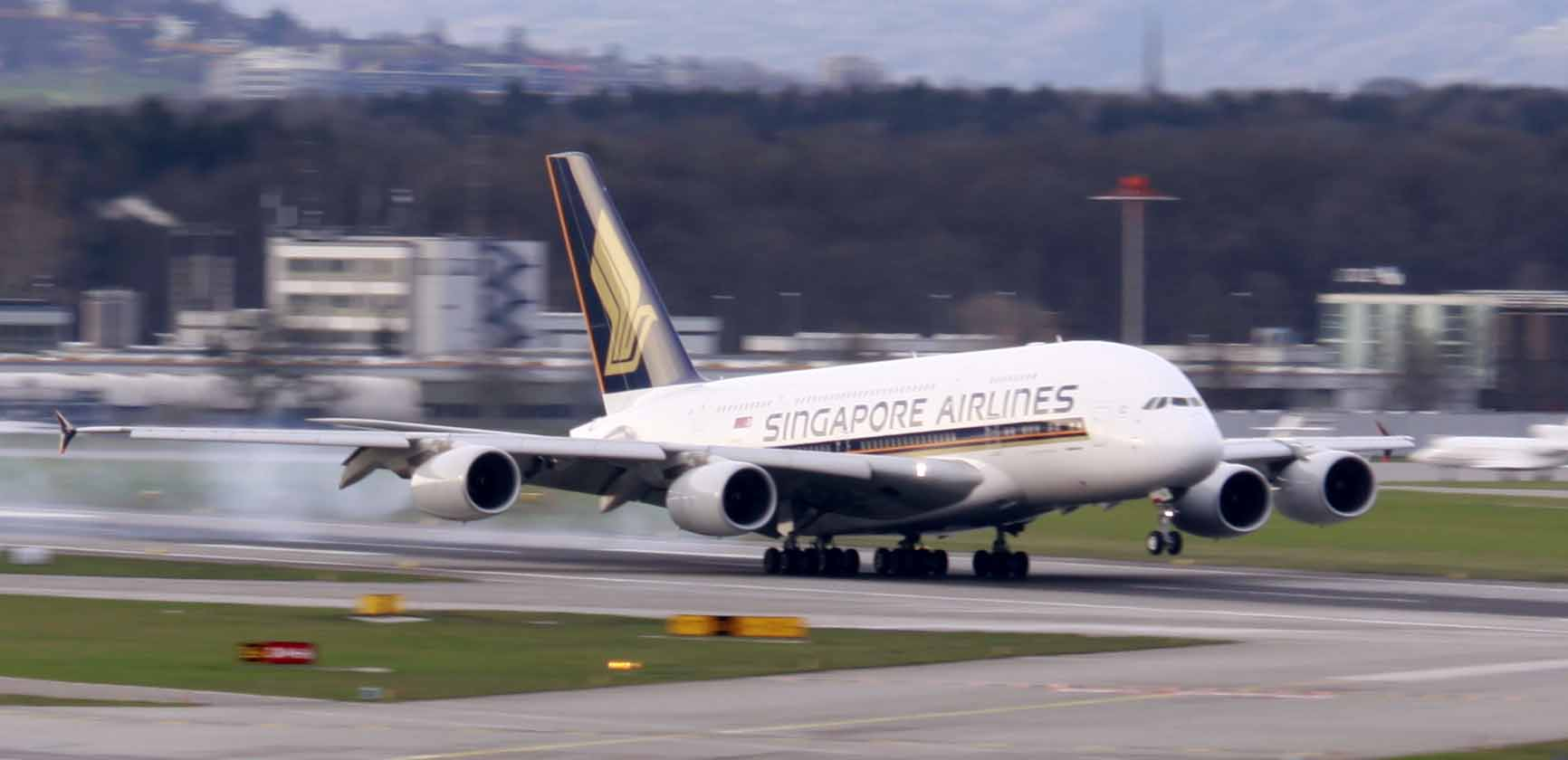
Un Airbus A380-800, propiedad de Singapore Airlines, aterrizando en el aeropuerto de Zürich.

Desde los inicios del desarrollo del A380, Airbus ha realizado hasta 53 estudios sobre el posible nivel de ventas de la aeronave. En 2007 estimó que si persistía la congestión que sufren muchos aeropuertos internacionales la posible demanda de aviones de más de 400 asientos sería de 1300 aeronaves en los próximos 20 años, pudiéndose elevar incluso a 1800. Sin embargo, en 2006, los analistas industriales de Philip Lawrence, del Aerospace Research Centre de Bristol y Richard Aboulafia, de la consultora Teal Group de Fairfax, calcularon unas ventas de 880 y 400 unidades, respectivamente, para el año 2025. Hans Peter Ring, director financiero de EADS dijo en mayo de 2010 que el plan de negocio del A380 se basaba en la venta de un mínimo de 750 unidades.
Debido a los retrasos en la producción del A380, Airbus no pudo permitirse en 2009 destinar toda la inversión en el desarrollo del A350, del cual se espera un volumen de ventas de 2 a 4 veces mayor que el del A380.
El 11 de diciembre de 2014, después de un incremento de los pedidos menor de lo esperado, el director de finanzas de la compañía, Harald Wilhelm, sugirió que el programa podría darse por terminado en 2018. Su declaración desató protestas entre los clientes y las acciones de Airbus sufrieron una caída notable. Airbus respondió quitándole importancia a la posibilidad de cancelar la fabricación del A380 e hizo hincapié en que una serie de mejoras de la aeronave sería el escenario más probable. El 22 de diciembre de 2014, el director general Fabrique Brégier descartó la cancelación del programa A380 e indicó que se alcanzaría su punto de equilibrio en 2015, además de señalar que el A380 se habría introducido una década antes de tiempo. Si bien en 2015 la compañía ya lograba obtener beneficios por cada A380 vendido, Airbus reconocía que no sería capaz de recuperar los aproximadamente 25 000 millones de dólares de inversión.
El coste por hora de vuelo de un A380 en diciembre de 2015 era de aproximadamente 26 000 dólares o 50 dólares por asiento/hora, más que un Boeing 777-300ER, con 44 dólares, y menos que los 90 dólares de un Boeing 747-400, pero esto corresponde a una configuración para solamente 520 pasajeros.

### Aspectos económicos

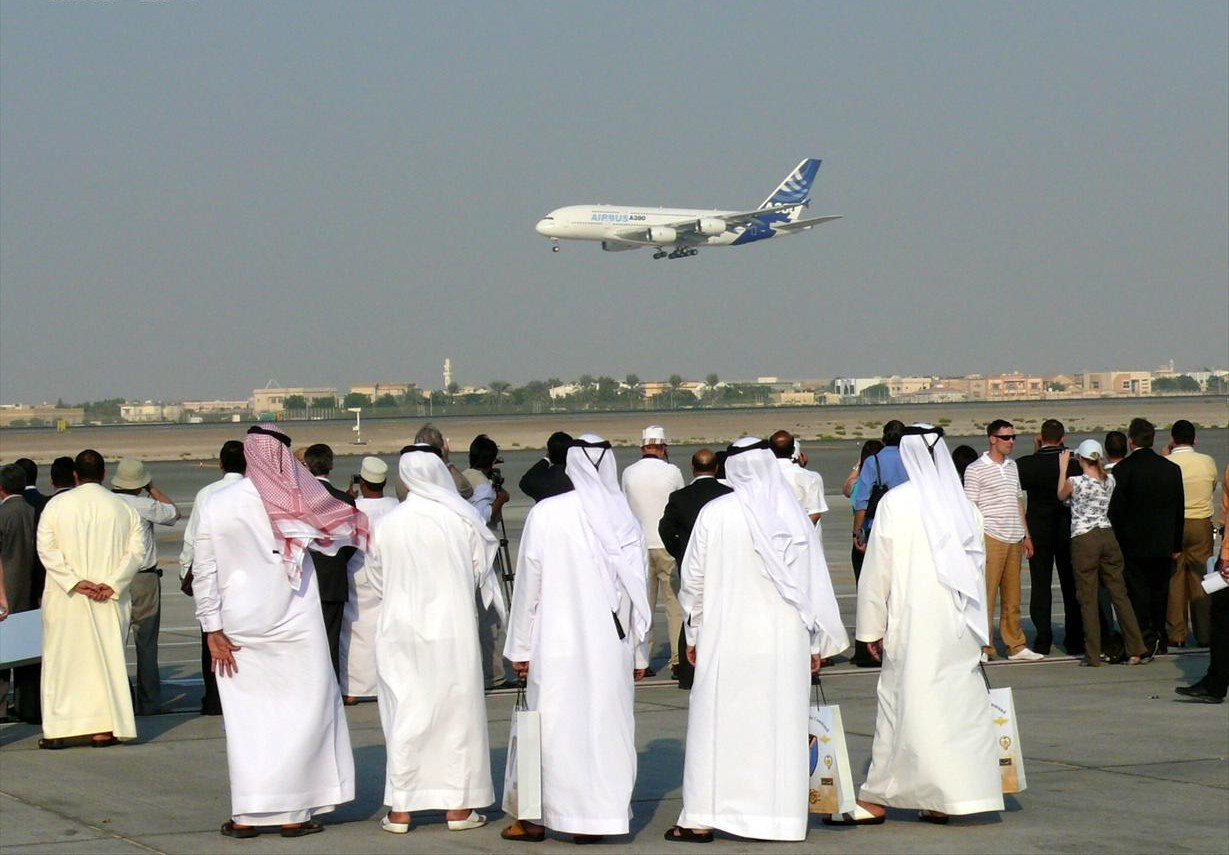
Un A380 aterrizando en Dubái.

El precio unitario de cada Airbus A380-800 era en mayo de 2008 de entre 317 y 337,5 millones de dólares estadounidenses por lo que el precio medio era de 327,4 millones de dólares. En 2010 el precio había aumentado hasta una media de 346 millones.
En junio de 2010 el presidente de Emirates Airlines, Sheikh Ahmed bin Said al-Maktoum anunció un importante contrato entre su compañía y Airbus para la entrega de 32 nuevos A380 por un valor de 11 500 millones de dólares, lo que significa un coste por unidad de 359,4 millones de dólares estadounidenses.
Estos precios, sin embargo, difieren significativamente del precio pagado por muchas compañías aéreas debido a indemnizaciones, pedidos al por mayor o pedidos con mucha antelación, que han provocado que en muchas ocasiones el precio pagado haya sido mucho menor al precio oficial. Por ejemplo, Singapore Airlines pagó por su primer A380 210 millones de dólares, un tercio menos de su precio en ese momento, debido a las indemnizaciones por los retrasos que había sufrido Airbus en su entrega.
Una de las características que hacen único al Airbus A380 es su número de asientos —hasta 853—, pues no hay aviones comparables. Según el catálogo de precios de Airbus, en 2015, una década después del primer vuelo del aparato, el precio del A380 era de 428 millones de dólares por unidad.
En la década de 1990 varios fabricantes, como McDonnell Douglas o Boeing, llevaron a cabo proyectos similares. McDonnell Douglas propuso un prototipo conocido como MD-12, pero no pasó de un simple proyecto; Boeing sugirió un avión con capacidad de entre 600 y 800 pasajeros, el Boeing NLA, pero el desarrollo de nuevas versiones de su 747 y los altos costos de desarrollo hicieron que el proyecto fracasara.
En este momento la competencia entre las empresas (sobre todo entre Airbus y Boeing) se está desarrollando en el control de los mercados de aviones medianos, pues estos son más silenciosos, ecológicos y tienen unos bajos costes de operación y mantenimiento. Boeing ha desarrollado el Boeing 787, que se introdujo en octubre de 2011, mientras que Airbus desarrolló el A350, introducido en enero de 2015.

## Accidentes e incidentes

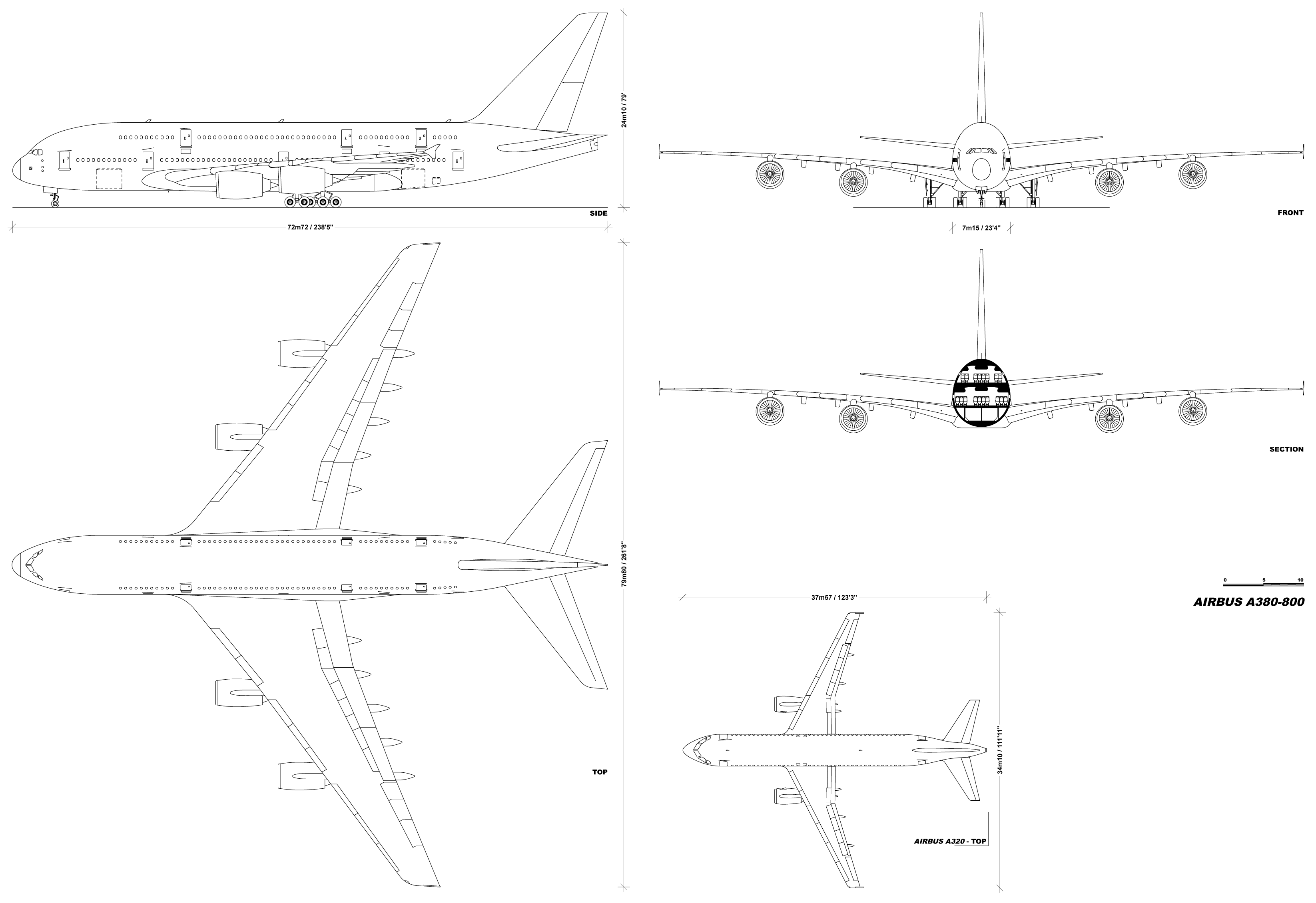
Geometría descriptiva del Airbus A380-800.

- El 4 de noviembre de 2010: un A380 se vio involucrado en un incidente[200][201] en el que el vuelo 32 de la compañía australiana Qantas que cubría la ruta Singapur-Sídney sufrió un fallo en el motor (y una pequeña explosión) y se vio obligado a regresar a Singapur,[201] realizando un aterrizaje de emergencia.[201][202] No hubo heridos entre los pasajeros ni la tripulación; los únicos afectados fueron dos personas que resultaron heridas por la caída de algunas piezas del avión cuando este se encontraba volando sobre la isla indonesia de Batam.[201] Poco después, Qantas ordenó a su flota de A380 no despegar hasta que se hubiera realizado una investigación sobre el incidente, junto al fabricante del motor afectado, Rolls-Royce,[203] reanudándose de nuevo el 27 de noviembre de 2010. Finalmente se esclareció que la explosión del motor se había debido a un escape de aceite en uno de los motores Trent 900. Dicho escape se debió a un tubo de aceite defectuoso por fallos en su fabricación. Este incidente generó una revisión por parte de la compañía Rolls Royce de todos los motores de esa serie en todo el mundo.

- El 11 de abril de 2011: en el Aeropuerto Internacional John F. Kennedy de la ciudad de Nueva York, Estados Unidos, un A380 de la compañía Air France con 495 pasajeros a bordo colisionó con un Bombardier CRJ-700 de Comair (Delta Connection), al que tocó, cuando rodaba hacia la pista. No hubo víctimas ni heridos y los daños registrados fueron menores. El A380 fue dañado en el borde de ataque de la semi-ala izquierda perdiendo la punta de ala, mientras que el CRJ-700 solo registró desperfectos en los estabilizadores de cola. Posiblemente, el Bombardier CRJ-700 había invadido el espacio de la calle de rodadura por donde circulaba el A380.[204]

- El 8 de febrero de 2012: la Agencia Europea de Seguridad Aérea (EASA) ordenó revisar todos los A380 después de que aparecieran finas grietas en las alas de algunos aviones de ese modelo.[205]

- El 30 de septiembre de 2017: el vuelo 66 de Air France, un motor Alliance GP7270 del Airbus A380 que cubría la ruta desde el Aeropuerto de París Charles de Gaulle al Aeropuerto Internacional de Los Ángeles, sufrió un fallo y explosión del motor N.º 4. El avión se desvió con seguridad a CFB Goose Bay, Canadá. No hubo heridos.

## Especificaciones

Comparativa del tamaño relativo entre cinco de las aeronaves más grandes jamás construidas.
Airbus A380-800
Stratolaunch
Antonov An-225
Boeing 747-8
Hughes H-4 Hercules "Spruce Goose"

Comparación de las dimensiones del A380 con el Boeing 747.

| Versión                                  | A380-700                                          | A380-800                                                                                  | A380‑800ER                                                                                | A380-800F                                         | A380 Prestige                                     | A380-900                                          |
| ---------------------------------------- | ------------------------------------------------- | ----------------------------------------------------------------------------------------- | ----------------------------------------------------------------------------------------- | ------------------------------------------------- | ------------------------------------------------- | ------------------------------------------------- |
| Tripulación de vuelo                     | 2 pilotos y desde 18 hasta 24 auxiliares de vuelo | 2 pilotos y desde 18 hasta 24 auxiliares de vuelo                                         | 2 pilotos y desde 18 hasta 24 auxiliares de vuelo                                         | 2 pilotos y desde 18 hasta 24 auxiliares de vuelo | 2 pilotos y desde 18 hasta 24 auxiliares de vuelo | 2 pilotos y desde 18 hasta 24 auxiliares de vuelo |
| Capacidad estándar                       | 480 asientos (3 clases)                           | 555 asientos (3 clases) De 471 a 853 asientos según la configuración dada por la compañía | 555 asientos (3 clases) De 471 a 853 asientos según la configuración dada por la compañía | 58 contenedores                                   | 118 asientos                                      | 656 asientos (3 clases)                           |
| Longitud                                 | 67,9 m                                            | 72,73 m                                                                                   | 72,73 m                                                                                   | 72,73 m                                           | 72,73 m                                           | 79,4 m                                            |
| Envergadura                              | 79,75 m                                           | 79,75 m                                                                                   | 79,75 m                                                                                   | 79,75 m                                           | 79,75 m                                           | 79,75 m                                           |
| Altura                                   | 24,45 m                                           | 24,45 m                                                                                   | 24,45 m                                                                                   | 24,45 m                                           | 24,45 m                                           | 24,45 m                                           |
| Distancia entre los ejes                 | -                                                 | 30,4 m                                                                                    | 30,4 m                                                                                    | 30,4 m                                            | 30,4 m                                            | -                                                 |
| Anchura del fuselaje                     | 7,14 m                                            | 7,14 m                                                                                    | 7,14 m                                                                                    | 7,14 m                                            | 7,14 m                                            | 7,14 m                                            |
| Ancho de la cubierta principal           | 6,58 m                                            | 6,58 m                                                                                    | 6,58 m                                                                                    | 6,58 m                                            | 6,58 m                                            | 6,58 m                                            |
| Anchura de la cubierta superior          | 5,92 m                                            | 5,92 m                                                                                    | 5,92 m                                                                                    | 5,92 m                                            | 5,92 m                                            | 5,92 m                                            |
| Superficie alar                          | 845 m²                                            | 845 m²                                                                                    | 845 m²                                                                                    | 845 m²                                            | 845 m²                                            | 845 m²                                            |
| Peso (vacío)                             | 267 t                                             | 276 t                                                                                     | 276 t                                                                                     | 252 t                                             | 282 t                                             | 298 t                                             |
| Peso con pasajeros                       | 527 t                                             | 527 t                                                                                     | 527 t                                                                                     | -                                                 | -                                                 | 527 t                                             |
| Peso máximo estacionado                  | -                                                 | 562 t                                                                                     | 592 t                                                                                     | 592 t                                             | 562 t                                             | -                                                 |
| Peso máximo al despegue                  | -                                                 | 560 t                                                                                     | 590 t                                                                                     | 590 t                                             | 560 t                                             | -                                                 |
| Peso máximo al aterrizar                 | -                                                 | 386 t                                                                                     | -                                                                                         | 427 t                                             | 386 t                                             | -                                                 |
| Velocidad de crucero                     | Mach 0,85                                         | Mach 0,85                                                                                 | Mach 0,85                                                                                 | Mach 0,85                                         | Mach 0,85                                         | Mach 0,85                                         |
| Máxima velocidad de crucero              | Mach 0,89                                         | Mach 0,89                                                                                 | Mach 0,89                                                                                 | Mach 0,89                                         | Mach 0,89                                         | Mach 0,89                                         |
| Distancia necesaria para despegar        | 2750 m                                            | 2750 m                                                                                    | 3100 m                                                                                    | 3100 m                                            | 2750 m                                            | 3100 m                                            |
| Alcance                                  | 18 000 km                                         | 15 200 km                                                                                 | 18 000 km                                                                                 | 10 400 km                                         | 18 000 km                                         | 15 200 km                                         |
| Techo de vuelo                           | 43 000 pies (13 115 m)                            | 43 000 pies (13 115 m)                                                                    | 43 000 pies (13 115 m)                                                                    | 43 000 pies (13 115 m)                            | 43 000 pies (13 115 m)                            | 43 000 pies (13 115 m)                            |
| Combustible (capacidad de los depósitos) | 248 t                                             | 248 t                                                                                     | 296 t                                                                                     | 248 t                                             | 248 t                                             | 296 t                                             |
| Reactores utilizados                     | GP7270 Trent 970                                  | GP7270 (A380‑861) Trent 970/B (A380‑841) Trent 972/B (A380‑842)                           | GP7277 (A380‑863F) Trent 977/B (A380‑843F)                                                | GP7277 (A380‑863F) Trent 977/B (A380‑843F)        | GP7270 Trent 970                                  | GP7277 (A380‑863F) Trent 977/B (A380‑843F)        |
| Fuerza de empuje                         | 302 kN                                            | 311 kN                                                                                    | 340 kN                                                                                    | 340 kN                                            | 311 kN                                            | 340 kN                                            |

### Relacionado
- Airbus A350

### Aeronaves similares
- Boeing 747-8
- Lockheed C-5 Galaxy
- McDonnell Douglas MD-12
- Antonov An-124
- Antonov An-225

### Secuencias
- Aviones civiles de Airbus: A220 · A300 · A300-600ST Beluga · A310 · A318 · A319 · A320 · A321 · A330 · A330-700L · A340 · A350 · A380